# Temporada 2024 del fútbol ecuatoriano
La temporada 2024 del fútbol ecuatoriano abarcó todas las actividades deportivas relacionadas con las selecciones nacionales de Ecuador femeninas y masculinas, así como los diferentes torneos de clubes de primera, segunda, tercera división y la Copa Ecuador que tras una ausencia de 2 años se volvería a jugar.
La selección ecuatoriana de fútbol absoluta reanudó su participación en las eliminatorias sudamericanas al Mundial Canadá, Estados Unidos y México 2026. Las selecciones juveniles femeninas disputaron los campeonatos sudamericanos clasificatorios al mundial de la categoría. 

## Selecciones nacionales masculinas

### Selección absoluta

#### Copa América 2024
Primera fase - Grupo B
| Pos. | Equipo    | Pts. | PJ | G | E | P | GF | GC | Dif. | Clasificación    |
| ---- | --------- | ---- | -- | - | - | - | -- | -- | ---- | ---------------- |
| 1    | Venezuela | 9    | 3  | 3 | 0 | 0 | 6  | 1  | +5   | Cuartos de final |
| 2    | Ecuador   | 4    | 3  | 1 | 1 | 1 | 4  | 3  | +1   | Cuartos de final |
| 3    | México    | 4    | 3  | 1 | 1 | 1 | 1  | 1  | 0    |                  |
| 4    | Jamaica   | 0    | 3  | 0 | 0 | 3 | 1  | 7  | −6   |                  |

 Fuente: Conmebol
Criterios de clasificación: Puntos · Enfrentamientos directos · Diferencia de goles · Goles a favor · Sorteo.
| Fecha 1; 22 de junio | Ecuador       | 1:2 (1:0) | Venezuela             | Levi's Stadium, Santa Clara                               |                                                           |
| 15:00 (UTC-7)        | Sarmiento 40' | Reporte   | Cádiz 64' · Bello 74' | Asistencia: 29 864 espectadores Árbitro(s): Wilmar Roldán | Asistencia: 29 864 espectadores Árbitro(s): Wilmar Roldán |

| Fecha 2; 26 de junio | Ecuador                                             | 3:1 (2:0) | Jamaica     | Allegiant Stadium, Paradise                                |                                                            |
| 15:00 (UTC-7)        | Palmer 13' (a.g.) · Páez 45+4' (pen.) · Minda 90+1' | Reporte   | Antonio 54' | Asistencia: 24 074 espectadores Árbitro(s): Cristián Garay | Asistencia: 24 074 espectadores Árbitro(s): Cristián Garay |

| Fecha 3; 30 de junio | México | 0:0     | Ecuador | State Farm Stadium, Glendale                              |                                                           |
| 17:00 (UTC-7)        |        | Reporte |         | Asistencia: 62 595 espectadores Árbitro(s): Mario Escobar | Asistencia: 62 595 espectadores Árbitro(s): Mario Escobar |

Cuartos de final
| 4 de julio    | Argentina                                              | 1:1 (1:0) (4:2 p.)         | Ecuador                            | NRG Stadium, Houston                                                            |                                                                                 |
| 20:00 (UTC-5) | Li. Martínez 35'                                       | Reporte                    | K. Rodríguez 90+1'                 | Asistencia: 69 456 espectadores Árbitro(s): Andrés Matonte VAR: Leodán González | Asistencia: 69 456 espectadores Árbitro(s): Andrés Matonte VAR: Leodán González |
|               |                                                        | Tiros desde el punto penal |                                    |                                                                                 |                                                                                 |
|               | Messi · J. Álvarez · Mac Allister · Montiel · Otamendi |                            | Mena · Minda · Yeboah · J. Caicedo |                                                                                 |                                                                                 |

#### Eliminatorias mundialistas a Canadá, Estados Unidos y México 2026
La Confederación Sudamericana de Fútbol (Conmebol) tiene asignado seis cupos directos para que sus selecciones miembros puedan disputar la Copa Mundial de Fútbol de 2026 a celebrarse en Canadá Estados Unidos y México; esto debido al aumento de participantes de 32 a 48 y de 4.5 a 6.5 cupos por parte de la FIFA, además de un séptimo cupo para que dispute el torneo de repechajes contra representantes de otras confederaciones. El formato es similar a ediciones anteriores y consiste de un sistema de todos contra todos (sistema de liga) con partidos de ida y vuelta entre todas las diez selecciones miembros; al finalizar la eliminatoria, los primeros seis lugares recibirán los cupos directos, el séptimo lugar disputará el repechaje.
La fecha prevista de reinicio fue en septiembre de 2024.
| Pos. | Equipo    | Pts. | PJ | G | E | P | GF | GC | Dif. | Clasificación     |
| ---- | --------- | ---- | -- | - | - | - | -- | -- | ---- | ----------------- |
| 1    | Argentina | 25   | 12 | 8 | 1 | 3 | 21 | 7  | +14  | Copa Mundial 2026 |
| 2    | Uruguay   | 20   | 12 | 5 | 5 | 2 | 17 | 9  | +8   | Copa Mundial 2026 |
| 3    | Ecuador   | 19   | 12 | 6 | 4 | 2 | 11 | 4  | +7   | Copa Mundial 2026 |
| 4    | Colombia  | 19   | 12 | 5 | 4 | 3 | 15 | 10 | +5   | Copa Mundial 2026 |
| 5    | Brasil    | 18   | 12 | 5 | 3 | 4 | 17 | 11 | +6   | Copa Mundial 2026 |

 Fuente: FIFA, Conmebol
Criterios de clasificación: Puntos · Enfrentamientos directos · Diferencia de goles · Goles a favor · Sorteo.
Notas:
1. ↑  Ecuador fue sancionado por el TAS con 3 puntos menos, por el caso Byron Castillo.[6]

| Fecha 7; 6 de septiembre | Brasil      | 1:0 (1:0)                     | Ecuador | Estadio Couto Pereira, Curitiba                                              |                                                                              |
| 22:00 (UTC-3)            | Rodrygo 30' | FIFA Reporte Conmebol Reporte |         | Asistencia: 36 914 espectadores Árbitro(s): Facundo Tello VAR: Silvio Trucco | Asistencia: 36 914 espectadores Árbitro(s): Facundo Tello VAR: Silvio Trucco |

| Fecha 8; 10 de septiembre | Ecuador      | 1:0 (0:0)                     | Perú | Estadio Rodrigo Paz Delgado, Quito         |                                            |
| 16:00 (UTC-5)             | Valencia 54' | FIFA Reporte Conmebol Reporte |      | Árbitro(s): Andrés Rojas VAR: Jhon Perdomo | Árbitro(s): Andrés Rojas VAR: Jhon Perdomo |

| Fecha 9; 10 de octubre | Ecuador | 0:0                           | Paraguay | Estadio Rodrigo Paz Delgado, Quito            |                                               |
| 16:00 (UTC-5)          |         | FIFA Reporte Conmebol Reporte |          | Árbitro(s): Raphael Claus VAR: Rodolpho Toski | Árbitro(s): Raphael Claus VAR: Rodolpho Toski |

| Fecha 10; 15 de octubre | Uruguay | 0:0                           | Ecuador | Estadio Centenario, Montevideo                                            |                                                                           |
| 20:30 (UTC-3)           |         | FIFA Reporte Conmebol Reporte |         | Asistencia: 27 112 espectadores Árbitro(s): Cristián Garay VAR: Juan Lara | Asistencia: 27 112 espectadores Árbitro(s): Cristián Garay VAR: Juan Lara |

| Fecha 11; 14 de noviembre | Ecuador                                          | 4:0 (2:0)                     | Bolivia | Estadio Monumental, Guayaquil                  |                                                |
| 19:00 (UTC-5)             | Valencia 26' (pen.) · Plata 28', 49' · Minda 61' | FIFA Reporte Conmebol Reporte |         | Árbitro(s): Nicolás Ramírez VAR: Silvio Trucco | Árbitro(s): Nicolás Ramírez VAR: Silvio Trucco |

| Fecha 12; 19 de noviembre | Colombia | 0:1 (0:1)                     | Ecuador     | Estadio Metropolitano, Barranquilla                                            |                                                                                |
| 18:00 (UTC-5)             |          | FIFA Reporte Conmebol Reporte | Valencia 7' | Asistencia: 46 692 espectadores Árbitro(s): Esteban Ostojich VAR: Andrés Cunha | Asistencia: 46 692 espectadores Árbitro(s): Esteban Ostojich VAR: Andrés Cunha |

#### Amistosos
| 21 de marzo   | Ecuador                 | 2:0 (1:0) | Guatemala | Red Bull Arena, Harrison  |                           |
| 19:30 (UTC-5) | - Yeboah 8' - Plata 86' | Reporte   |           | Árbitro(s): Lukasz Szpala | Árbitro(s): Lukasz Szpala |

| 24 de marzo   | Italia                          | 2:0 (1:0) | Ecuador | Red Bull Arena, Harrison |                         |
| 15:00 (UTC-5) | - Pellegrini 3' - Barella 90+4' | Reporte   |         | Árbitro(s): Jon Freeman  | Árbitro(s): Jon Freeman |

| 9 de junio    | Argentina    | 1:0 (1:0) | Ecuador | Soldier Field, Chicago   |                          |
| 17:00 (UTC-5) | Di María 40' | Reporte   |         | Árbitro(s): Drew Fischer | Árbitro(s): Drew Fischer |

| 12 de junio   | Ecuador                                             | 3:1 (2:0) | Bolivia      | Subaru Park, Chester      |                           |
| 19:30 (UTC-5) | - Valencia 18' - Yeboah 25' - J. Caicedo 70' (pen.) | Reporte   | Terceros 88' | Árbitro(s): Lukasz Szpala | Árbitro(s): Lukasz Szpala |

| 16 de junio   | Ecuador                       | 2:1 (1:1) | Honduras          | Pratt & Whitney Stadium, East Hartford |                            |
| 14:30 (UTC-5) | - Sarmiento 8' - Hincapié 89' | Reporte   | Róchez 29' (pen.) | Árbitro(s): Ismael Cornejo             | Árbitro(s): Ismael Cornejo |

### Selección sub-23

#### Preolímpico Sudamericano Sub-23
Primera fase - Grupo A
| Pos. | Equipo    | Pts. | PJ | G | E | P | GF | GC | Dif. | Clasificación      |
| ---- | --------- | ---- | -- | - | - | - | -- | -- | ---- | ------------------ |
| 1    | Brasil    | 9    | 4  | 3 | 0 | 1 | 6  | 4  | +2   | Cuadrangular final |
| 2    | Venezuela | 8    | 4  | 2 | 2 | 0 | 8  | 5  | +3   | Cuadrangular final |
| 3    | Ecuador   | 7    | 4  | 2 | 1 | 1 | 7  | 3  | +4   |                    |
| 4    | Bolivia   | 4    | 4  | 1 | 1 | 2 | 5  | 6  | −1   |                    |
| 5    | Colombia  | 0    | 4  | 0 | 0 | 4 | 0  | 8  | −8   |                    |

 Fuente: Conmebol
Criterios de clasificación: Puntos · Enfrentamientos directos · Diferencia de goles · Goles a favor · Sorteo.
| Fecha 1; 20 de enero | Ecuador                                | 3:0 (0:0) | Colombia | Estadio Brígido Iriarte, Caracas |                               |
| 16:00 (UTC-4)        | Medina 71' · Zambrano 86' · Medina 88' | Reporte   |          | Árbitro(s): Yael Falcón Pérez    | Árbitro(s): Yael Falcón Pérez |

| Fecha 2; 23 de enero | Ecuador    | 1:1 (0:1) | Venezuela | Estadio Brígido Iriarte, Caracas |                            |
| 19:00 (UTC-4)        | Medina 70' | Reporte   | Kelsy 20' | Árbitro(s): Gustavo Tejera       | Árbitro(s): Gustavo Tejera |

| Fecha 3; 26 de enero | Bolivia | 0:2 (0:1) | Ecuador                       | Estadio Brígido Iriarte, Caracas |                               |
| 16:00 (UTC-4)        |         | Reporte   | J. Mercado 22' · Obando 90+3' | Árbitro(s): Yael Falcón Pérez    | Árbitro(s): Yael Falcón Pérez |

| Fecha 4; 29 de enero | Brasil                 | 2:1 (0:0) | Ecuador        | Estadio Brígido Iriarte, Caracas |                            |
| 16:00 (UTC-4)        | Gomes 65' · Pirani 75' | Reporte   | P. Mercado 59' | Árbitro(s): Gustavo Tejera       | Árbitro(s): Gustavo Tejera |

### Selección sub-15

#### Campeonato Sudamericano Sub-15
Fase de grupos
| Equipo    | Pts. | PJ | PG | PE | PP | GF | GC | Dif. |
| --------- | ---- | -- | -- | -- | -- | -- | -- | ---- |
| Argentina | 8    | 4  | 2  | 2  | 0  | 6  | 4  | 2    |
| Ecuador   | 5    | 4  | 1  | 2  | 1  | 5  | 8  | –3   |
| Brasil    | 5    | 4  | 1  | 2  | 1  | 7  | 5  | 2    |
| Venezuela | 4    | 4  | 1  | 1  | 2  | 7  | 7  | 0    |
| Uruguay   | 3    | 4  | 0  | 3  | 1  | 5  | 6  | –1   |

| 5 de octubre  | Uruguay      | 1:1 (0:0) | Ecuador    | Estadio Ramón Aguilera Costas, Santa Cruz de la Sierra |                                  |
| 17:00 (UTC-4) | Azambuja 64' | Reporte   | Angulo 68' | Árbitro(s): Giancarlos Juliadoza                       | Árbitro(s): Giancarlos Juliadoza |

| 9 de octubre  | Argentina                        | 2:2 (1:1) | Ecuador                 | Estadio Ramón Aguilera Costas, Santa Cruz de la Sierra |                        |
| 19:30 (UTC-4) | De Martis 17' (pen.) · Ojeda 55' | Reporte   | Lerma 25' (pen.), 80+3' | Árbitro(s): José Ortiz                                 | Árbitro(s): José Ortiz |

| 11 de octubre | Ecuador         | 2:1 (2:1) | Brasil           | Estadio Ramón Aguilera Costas, Santa Cruz de la Sierra |                            |
| 19:30 (UTC-4) | Angulo 11', 39' | Reporte   | Ruan Barbosa 28' | Árbitro(s): Jordi Espinoza                             | Árbitro(s): Jordi Espinoza |

| 13 de octubre | Ecuador | 0:4 (0:3) | Venezuela                                      | Estadio Ramón Aguilera Costas, Santa Cruz de la Sierra |                        |
| 17:00 (UTC-4) |         | Reporte   | Berroterán 1' · García 16', 39' · Mancilla 51' | Árbitro(s): José Ortiz                                 | Árbitro(s): José Ortiz |

Fase final
|  | Semifinales | Semifinales | Semifinales |          |         | Final                        | Final                        | Final                        |  |
|  |             |             |             |          |         |                              |                              |                              |  |
|  |             |             |             |          |         |                              |                              |                              |  |
|  | 1A          | Chile       | 3 (3)       |          |         |                              |                              |                              |  |
|  | 1A          | Chile       | 3 (3)       |          |         |                              |                              |                              |  |
|  | 2B          | Ecuador     | 3 (4)       |          |         |                              |                              |                              |  |
|  | 2B          | Ecuador     | 3 (4)       |          | Ecuador | Ecuador                      | 0 (3)                        |                              |  |
|  |             |             |             |          | Ecuador | Ecuador                      | 0 (3)                        |                              |  |
|  |             |             | Paraguay    | Paraguay | 0 (4)   |                              |                              |                              |  |
|  | 1B          | Argentina   | Paraguay    | Paraguay | 0 (4)   | 2 (3)                        |                              |                              |  |
|  | 1B          | Argentina   |             |          |         | 2 (3)                        |                              |                              |  |
|  | 2A          | Paraguay    | 2 (4)       |          |         | Partido por el tercer puesto | Partido por el tercer puesto | Partido por el tercer puesto |  |
|  | 2A          | Paraguay    | 2 (4)       |          |         | Partido por el tercer puesto | Partido por el tercer puesto | Partido por el tercer puesto |  |
|  |             |             |             |          |         |                              |                              |                              |  |
|  |             |             |             |          |         | Chile                        | Chile                        | 1                            |  |
|  |             |             |             |          |         | Chile                        | Chile                        | 1                            |  |
|  |             |             |             |          |         | Argentina                    | Argentina                    | 2                            |  |
|  |             |             |             |          |         | Argentina                    | Argentina                    | 2                            |  |
|  |             |             |             |          |         |                              |                              |                              |  |

Semifinales
| 16 de octubre | Chile                                       | 3:3 (2:2) (3:4 p.)         | Ecuador                                        | Estadio Ramón Aguilera Costas, Santa Cruz de la Sierra |                                 |
| 17:00 (UTC-4) | Martínez 32' · Orellana 36' · Silva 80+3'   | Reporte                    | E. Quintero 9' · Lerma 39' · Angulo 44'        | Árbitro(s): Alejandro Velásquez                        | Árbitro(s): Alejandro Velásquez |
|               |                                             | Tiros desde el punto penal |                                                |                                                        |                                 |
|               | Contreras · Torres · Ovando · Yañez · Paris |                            | Lerma · Y. García · Ordóñez · Caicedo · Pineda |                                                        |                                 |

Final
| 19 de octubre | Ecuador                                             | 0:0 (3:4 p.)               | Paraguay                                             | Estadio Ramón Aguilera Costas, Santa Cruz de la Sierra |                             |
| 19:30 (UTC-4) |                                                     | Reporte                    |                                                      | Árbitro(s): Rodrigo Pereira                            | Árbitro(s): Rodrigo Pereira |
|               |                                                     | Tiros desde el punto penal |                                                      |                                                        |                             |
|               | Lerma · Dacosta · Ordóñez · H. Quintero · Y. García |                            | M. de Carvalho · Zayas · Campss · Cristaldo · Franco |                                                        |                             |

### Selección futsal

#### Copa América
Primera fase - Grupo A
| Pos. | Equipo    | Pts. | PJ | G | E | P | GF | GC | Dif. | Clasificación |
| ---- | --------- | ---- | -- | - | - | - | -- | -- | ---- | ------------- |
| 1    | Paraguay  | 8    | 4  | 2 | 2 | 0 | 8  | 3  | +5   | Fase final    |
| 2    | Venezuela | 7    | 4  | 2 | 1 | 1 | 11 | 3  | +8   | Fase final    |
| 3    | Chile     | 7    | 4  | 2 | 1 | 1 | 10 | 9  | +1   |               |
| 4    | Colombia  | 6    | 4  | 2 | 0 | 2 | 9  | 9  | 0    |               |
| 5    | Ecuador   | 0    | 4  | 0 | 0 | 4 | 5  | 19 | −14  |               |

 Fuente: Conmebol
Criterios de clasificación: Puntos · Enfrentamientos directos · Diferencia de goles · Goles a favor · Sorteo.
| 2 de febrero  | Paraguay | 2:1 (2:0) | Ecuador | COP Arena Óscar Harrison, Luque |                         |
| 19:45 (UTC-3) |          |           |         | Árbitro(s): Rolly Rojas         | Árbitro(s): Rolly Rojas |

| 3 de febrero  | Ecuador | 1:5 (1:2) | Colombia | COP Arena Óscar Harrison, Luque |  |
| 17:00 (UTC-3) |         |           |          |                                 |  |

| 4 de febrero  | Ecuador | 3:4 (3:4) | Chile | COP Arena Óscar Harrison, Luque |  |
| 17:00 (UTC-3) |         |           |       |                                 |  |

| 7 de febrero  | Venezuela | 8:0 (5:0) | Ecuador | COP Arena Óscar Harrison, Luque |  |
| 17:00 (UTC-3) |           |           |         |                                 |  |

Noveno puesto
| 9 de febrero  | Ecuador | 0:0 (6:7 p.) | Bolivia | COP Arena Óscar Harrison, Luque |  |
| 11:45 (UTC-3) |         |              |         |                                 |  |

## Torneos masculinos de la Conmebol

### Conmebol Recopa Sudamericana
La edición 2024 de la Recopa Sudamericana tuvo un club ecuatoriano como participante: el campeón de la Copa Sudamericana 2023, Liga de Quito. El club quiteño se enfrentó por primera vez y definiria un torneo Conmebol por tercera ocasión ante el campeón de la Copa Libertadores 2023, el brasileño Fluminense, al final el título terminaría a manos del conjunto brasileño por marcador global de 2-1, tras la victoria de 1-0 a favor del cuadro universitario pero la revancha la ganaría el conjunto brasileño por 2-0.
| 22 de febrero | Liga de Quito | 1:0 (0:0) | Fluminense | Estadio Rodrigo Paz Delgado, Quito                                          |                                                                             |
| 19:30 (UTC-5) | Arce 90+2'    | Reporte   |            | Asistencia: 30 712 espectadores Árbitro(s): Andrés Rojas VAR: Nicolás Gallo | Asistencia: 30 712 espectadores Árbitro(s): Andrés Rojas VAR: Nicolás Gallo |

| 29 de febrero | Fluminense            | 2:0 (0:0) (Global 2:1) | Liga de Quito | Estadio Maracaná, Río de Janeiro              |                                               |
| 21:30 (UTC-3) | Arias 76', 90' (pen.) | Reporte                |               | Árbitro(s): Facundo Tello VAR: Mauro Vigliano | Árbitro(s): Facundo Tello VAR: Mauro Vigliano |

### Copa Conmebol Libertadores
La edición 2024 de la Copa Libertadores de América tuvo como participantes a cinco clubes ecuatorianos: el campeón de la Copa Sudamericana 2023, Liga de Quito (cupo ECUADOR 1); el subcampeón de la LigaPro 2023, Independiente del Valle (cupo ECUADOR 2); el mejor ubicado de la tabla general del mismo torneo, Barcelona (cupo ECUADOR 3); el segundo mejor ubicado de la tabla general, El Nacional (cupo ECUADOR 4) y el tercer mejor ubicado de la tabla general, Aucas (cupo ECUADOR 5).

#### Fase 1
Llave E3: Aucas - Nacional
| Ida; 8 de febrero, 19:30 (UTC-5) | Aucas             | 1:0 (0:0) | Nacional | Estadio Gonzalo Pozo Ripalda, Quito          |                                              |
|                                  | Medina 85' (pen.) | Reporte   |          | Árbitro(s): Piero Maza VAR: Rodrigo Carvajal | Árbitro(s): Piero Maza VAR: Rodrigo Carvajal |

| 15 de febrero, 21:30 (UTC-3)                                              | Nacional                         | 3:0 (2:0) (Global 3:1) | Aucas | Estadio Defensores del Chaco, Asunción            |                                                   |
|                                                                           | D. Duarte 12', 31' · Arévalo 55' | Reporte                |       | Árbitro(s): Anderson Daronco VAR: Pablo Gonçalves | Árbitro(s): Anderson Daronco VAR: Pablo Gonçalves |
| Aucas fue derrotado 3:1 en el marcador global y fue eliminado del torneo. |                                  |                        |       |                                                   |                                                   |

#### Fase 2
Llave C5: El Nacional - Sportivo Trinidense
| 22 de febrero, 19:00 (UTC-3) | Sportivo Trinidense | 1:1 (1:0) | El Nacional | Estadio Defensores del Chaco, Asunción      |                                             |
|                              | Romero 35'          | Reporte   | Minda 74'   | Árbitro(s): Roberto Pérez VAR: Joel Alarcón | Árbitro(s): Roberto Pérez VAR: Joel Alarcón |

| 29 de febrero, 17:00 (UTC-5)                                                    | El Nacional | 0:1 (0:0) (Global 2:1) | Sportivo Trinidense | Estadio Rodrigo Paz Delgado, Quito        |                                           |
|                                                                                 |             | Reporte                | Rayer 84'           | Árbitro(s): Jhon Ospina VAR: John Perdomo | Árbitro(s): Jhon Ospina VAR: John Perdomo |
| El Nacional fue derrotado 2:1 en el marcador global y fue eliminado del torneo. |             |                        |                     |                                           |                                           |

#### Fase de grupos
Grupo B
| Equipo       | Pts. | PJ | PG | PE | PP | GF | GC | DG |
| ------------ | ---- | -- | -- | -- | -- | -- | -- | -- |
| São Paulo    | 13   | 6  | 4  | 1  | 1  | 10 | 3  | +7 |
| Talleres (C) | 13   | 6  | 4  | 1  | 1  | 10 | 6  | +4 |
| Barcelona    | 6    | 6  | 1  | 3  | 2  | 6  | 9  | –3 |
| Cobresal     | 1    | 6  | 0  | 1  | 5  | 3  | 11 | –8 |

| 2 de abril, 19:00 (UTC-3) | Cobresal              | 1:1 (0:0) | Barcelona               | Estadio Zorros del Desierto, Calama         |                                             |
|                           | Valencia 90+1' (pen.) | Reporte   | Fydriszewski 52' (pen.) | Árbitro(s): Roberto Pérez VAR: Joel Alarcón | Árbitro(s): Roberto Pérez VAR: Joel Alarcón |

| 10 de abril, 21:00 (UTC-5) | Barcelona            | 2:2 (1:1) | Talleres (C)                  | Estadio Monumental, Guayaquil                  |                                                |
|                            | Díaz 28', 57' (pen.) | Reporte   | Girotti 45' · Rodríguez 90+7' | Árbitro(s): Esteban Ostojich VAR: Andrés Cunha | Árbitro(s): Esteban Ostojich VAR: Andrés Cunha |

| 25 de abril, 19:00 (UTC-5) | Barcelona | 0:2 (0:1) | São Paulo                 | Estadio Monumental, Guayaquil              |                                            |
|                            |           | Reporte   | Calleri 17' · Alisson 64' | Árbitro(s): Juan Benítez VAR: Derlis López | Árbitro(s): Juan Benítez VAR: Derlis López |

| 8 de mayo, 19:00 (UTC-3) | Talleres (C)                        | 3:1 (2:0) | Barcelona | Estadio Mario Alberto Kempes, Córdoba              |                                                    |
|                          | Catalán 12' · Botta 25' · Bou 90+4' | Reporte   | Rojas 61' | Árbitro(s): Gustavo Tejera VAR: Cristhian Ferreyra | Árbitro(s): Gustavo Tejera VAR: Cristhian Ferreyra |

| 16 de mayo, 21:00 (UTC-3) | São Paulo | 0:0     | Barcelona | Estadio Morumbi, São Paulo                  |                                             |
|                           |           | Reporte |           | Árbitro(s): Kevin Ortega VAR: Heider Castro | Árbitro(s): Kevin Ortega VAR: Heider Castro |

| 29 de mayo, 19:30 (UTC-5) | Barcelona                  | 2:1 (2:0) | Cobresal   | Estadio Monumental, Guayaquil            |                                          |
|                           | Fydriszewski 9' · Díaz 18' | Reporte   | Coelho 71' | Árbitro(s): Joel Alarcón VAR: Diego Haro | Árbitro(s): Joel Alarcón VAR: Diego Haro |

Grupo D
| Equipo        | Pts. | PJ | PG | PE | PP | GF | GC | DG |
| ------------- | ---- | -- | -- | -- | -- | -- | -- | -- |
| Junior        | 10   | 6  | 2  | 4  | 0  | 7  | 4  | +3 |
| Botafogo      | 10   | 6  | 3  | 1  | 2  | 7  | 6  | +1 |
| Liga de Quito | 7    | 6  | 2  | 1  | 3  | 6  | 6  | 0  |
| Universitario | 5    | 6  | 1  | 2  | 3  | 5  | 9  | –4 |

| 2 de abril, 21:00 (UTC-5) | Universitario   | 2:1 (0:1) | Liga de Quito | Estadio Monumental, Lima                          |                                                   |
|                           | Rivera 50', 70' | Reporte   | Quiñónez 29'  | Árbitro(s): Esteban Ostojich VAR: Leodán González | Árbitro(s): Esteban Ostojich VAR: Leodán González |

| 11 de abril, 17:00 (UTC-5) | Liga de Quito | 1:0 (1:0) | Botafogo | Estadio Rodrigo Paz Delgado, Quito           |                                              |
|                            | Alzugaray 4'  | Reporte   |          | Árbitro(s): Andrés Matonte VAR: Andrés Cunha | Árbitro(s): Andrés Matonte VAR: Andrés Cunha |

| 23 de abril, 21:00 (UTC-5) | Junior           | 1:1 (1:1) | Liga de Quito   | Estadio Metropolitano, Barranquilla           |                                               |
|                            | Bacca 12' (pen.) | Reporte   | Arce 45' (pen.) | Árbitro(s): Facundo Tello VAR: Mauro Vigliano | Árbitro(s): Facundo Tello VAR: Mauro Vigliano |

| 8 de mayo, 21:30 (UTC-3) | Botafogo                     | 2:1 (1:1) | Liga de Quito | Estadio Nilton Santos, Río de Janeiro             |                                                   |
|                          | Hugo 31' · Júnior Santos 69' | Reporte   | Estrada 45+1' | Árbitro(s): Darío Herrera VAR: Hernán Mastrángelo | Árbitro(s): Darío Herrera VAR: Hernán Mastrángelo |

| 14 de mayo, 17:00 (UTC-5) | Liga de Quito | 0:1 (0:1) | Junior        | Estadio Rodrigo Paz Delgado, Quito               |                                                  |
|                           |               | Reporte   | Enamorado 37' | Árbitro(s): Esteban Ostojich VAR: Mauro Vigliano | Árbitro(s): Esteban Ostojich VAR: Mauro Vigliano |

| 28 de mayo, 17:00 (UTC-5) | Liga de Quito            | 2:0 (1:0) | Universitario | Estadio Rodrigo Paz Delgado, Quito          |                                             |
|                           | Arce 44' · Alzugaray 67' | Reporte   |               | Árbitro(s): Darío Herrera VAR: Jorge Baliño | Árbitro(s): Darío Herrera VAR: Jorge Baliño |

Grupo F
| Equipo                  | Pts. | PJ | PG | PE | PP | GF | GC | DG |
| ----------------------- | ---- | -- | -- | -- | -- | -- | -- | -- |
| Palmeiras               | 14   | 6  | 4  | 2  | 0  | 14 | 5  | +9 |
| San Lorenzo             | 8    | 6  | 2  | 2  | 2  | 6  | 6  | 0  |
| Independiente del Valle | 7    | 6  | 2  | 1  | 3  | 8  | 9  | –1 |
| Liverpool               | 4    | 6  | 1  | 1  | 4  | 6  | 14 | –8 |

| 4 de abril, 21:00 (UTC-3) | Liverpool        | 1:1 (0:1) | Independiente del Valle | Estadio Centenario, Montevideo             |                                            |
|                           | L. Rodríguez 79' | Reporte   | Ortiz 8'                | Árbitro(s): Andrés Rojas VAR: Jhon Perdomo | Árbitro(s): Andrés Rojas VAR: Jhon Perdomo |

| 10 de abril, 17:00 (UTC-5) | Independiente del Valle          | 2:0 (2:0) | San Lorenzo | Estadio Banco Guayaquil, Quito                  |                                                 |
|                            | Sornoza 13' (pen.) · Hoyos 45+1' | Reporte   |             | Árbitro(s): Jhon Hinestroza VAR: Fernando Véjar | Árbitro(s): Jhon Hinestroza VAR: Fernando Véjar |

| 24 de abril, 19:30 (UTC-5) | Independiente del Valle | 2:3 (2:1) | Palmeiras                                         | Estadio Banco Guayaquil, Quito                 |                                                |
|                            | Paéz 12' · Hoyos 38'    | Reporte   | Endrick 45+2' · Lázaro 81' · Luis Guilherme 90+5' | Árbitro(s): Cristián Garay VAR: Fernando Véjar | Árbitro(s): Cristián Garay VAR: Fernando Véjar |

| 9 de mayo, 19:00 (UTC-3) | San Lorenzo              | 2:0 (2:0) | Independiente del Valle | Estadio Pedro Bidegain, Buenos Aires       |                                            |
|                          | Cuello 16' · Bareiro 24' | Reporte   |                         | Árbitro(s): Felipe González VAR: Juan Lara | Árbitro(s): Felipe González VAR: Juan Lara |

| 15 de mayo, 21:30 (UTC-3) | Palmeiras                     | 2:1 (2:0) | Independiente del Valle | Allianz Parque, São Paulo                      |                                                |
|                           | Ríos 36' · Gómez 45+3' (pen.) | Reporte   | Díaz 64'                | Árbitro(s): Alexis Herrera VAR: Fernando Véjar | Árbitro(s): Alexis Herrera VAR: Fernando Véjar |

| 30 de mayo, 17:00 (UTC-5) | Independiente del Valle | 2:1 (1:1) | Liverpool    | Estadio Banco Guayaquil, Quito             |                                            |
|                           | Díaz 20', 55'           | Reporte   | González 35' | Árbitro(s): Carlos Ortega VAR: Yadir Acuña | Árbitro(s): Carlos Ortega VAR: Yadir Acuña |

### Copa Conmebol Sudamericana
La edición 2024 de la Copa Sudamericana tuvo como participantes a cuatro clubes ecuatorianos: los cuatro mejores ubicados de la tabla acumulada del torneo nacional que no clasificaron a la Copa Libertadores: Delfín (cupo ECUADOR 1), Universidad Católica (cupo ECUADOR 2), Técnico Universitario (cupo ECUADOR 3) y Deportivo Cuenca (cupo ECUADOR 4).

#### Primera fase
Llave 1: Deportivo Cuenca - Delfín
| 6 de marzo, 19:30 (UTC-5) | Deportivo Cuenca   | 2:5 (0:3) | Delfín                                                        | Estadio Banco Guayaquil, Quito                   |                                                  |
|                           | Becerra 69', 90+3' | Reporte   | Angulo 9', 59' · Gariglio 30' · Oyola 41' · Fratta 74' (a.g.) | Árbitro(s): Manuel Vergara VAR: Rodrigo Carvajal | Árbitro(s): Manuel Vergara VAR: Rodrigo Carvajal |

Llave 2: Técnico Universitario - Universidad Católica
| 7 de marzo, 21:00 (UTC-5) | Técnico Universitario | 0:3 (0:2) | Universidad Católica           | Estadio Bellavista, Ambato                   |                                              |
|                           |                       | Reporte   | I. Díaz 3', 47' · Cifuente 11' | Árbitro(s): Jhon Hinestroza VAR: Yadir Acuña | Árbitro(s): Jhon Hinestroza VAR: Yadir Acuña |

#### Fase de grupos
Grupo B
| Equipo               | Pts. | PJ | PG | PE | PP | GF | GC | DG |
| -------------------- | ---- | -- | -- | -- | -- | -- | -- | -- |
| Cruzeiro             | 12   | 6  | 3  | 3  | 0  | 8  | 3  | 5  |
| Universidad Católica | 11   | 6  | 3  | 2  | 1  | 8  | 2  | 6  |
| Alianza              | 5    | 6  | 1  | 2  | 3  | 5  | 10 | −5 |
| Unión La Calera      | 4    | 6  | 1  | 1  | 4  | 1  | 7  | −6 |

| 4 de abril, 19:00 (UTC-5) | Universidad Católica | 0:0     | Cruzeiro | Estadio Olímpico Atahualpa, Quito         |                                           |
|                           |                      | Reporte |          | Árbitro(s): Ángel Arteaga VAR: Juan López | Árbitro(s): Ángel Arteaga VAR: Juan López |

| 10 de abril, 20:00 (UTC-4) | Unión La Calera | 0:1 (0:0) | Universidad Católica | Estadio Elías Figueroa, Valparaíso            |                                               |
|                            |                 | Reporte   | I. Díaz 61'          | Árbitro(s): Darío Herrera VAR: Mauro Vigliano | Árbitro(s): Darío Herrera VAR: Mauro Vigliano |

| 23 de abril, 21:00 (UTC-5) | Alianza    | 1:3 (1:0) | Universidad Católica                           | Estadio Armando Maestre Pavajeau, Valledupar    |                                                 |
|                            | Batalla 8' | Reporte   | Franco 56' (a.g.) · Cifuente 68' · I. Díaz 78' | Árbitro(s): Yael Falcón Pérez VAR: Jorge Baliño | Árbitro(s): Yael Falcón Pérez VAR: Jorge Baliño |

| 9 de mayo, 21:00 (UTC-5) | Universidad Católica                           | 4:0 (2:0) | Unión La Calera | Estadio Olímpico Atahualpa, Quito             |                                               |
|                          | Fajardo 3', 45+1' · I. Díaz 49' · Cifuente 75' | Reporte   |                 | Árbitro(s): Facundo Tello VAR: Héctor Paletta | Árbitro(s): Facundo Tello VAR: Héctor Paletta |

| 16 de mayo, 21:00 (UTC-5) | Universidad Católica | 0:0     | Alianza | Estadio Olímpico Atahualpa, Quito                 |                                                   |
|                           |                      | Reporte |         | Árbitro(s): Fernando Espinoza VAR: Mauro Vigliano | Árbitro(s): Fernando Espinoza VAR: Mauro Vigliano |

| 30 de mayo, 21:00 (UTC-3) | Cruzeiro         | 1:0 (0:0) | Universidad Católica | Estadio Mineirão, Belo Horizonte                                                |                                                                                 |
|                           | Rafael Silva 80' | Reporte   |                      | Asistencia: 55 254 espectadores Árbitro(s): Nicolás Ramírez VAR: Antonio García | Asistencia: 55 254 espectadores Árbitro(s): Nicolás Ramírez VAR: Antonio García |

Grupo C
| Equipo        | Pts. | PJ | PG | PE | PP | GF | GC | DG |
| ------------- | ---- | -- | -- | -- | -- | -- | -- | -- |
| Belgrano      | 12   | 6  | 3  | 3  | 0  | 7  | 3  | 4  |
| Internacional | 11   | 6  | 3  | 2  | 1  | 6  | 3  | 3  |
| Delfín        | 8    | 6  | 2  | 2  | 2  | 9  | 8  | 1  |
| Real Tomayapo | 1    | 6  | 0  | 1  | 5  | 3  | 11 | −8 |

| 4 de abril, 22:00 (UTC-4) | Real Tomayapo | 0:2 (0:0) | Delfín                           | Estadio IV Centenario, Tarija                     |                                                   |
|                           |               | Reporte   | Angulo 52' (pen.) · Gariglio 74' | Árbitro(s): Mario Díaz de Vivar VAR: Derlis López | Árbitro(s): Mario Díaz de Vivar VAR: Derlis López |

| 11 de abril, 21:00 (UTC-5) | Delfín       | 1:1 (0:1) | Belgrano | Estadio Jocay, Manta                                |                                                     |
|                            | Elordi 90+1' | Reporte   | Jara 42' | Árbitro(s): Giancarlo Juliadoza VAR: Fernando Véjar | Árbitro(s): Giancarlo Juliadoza VAR: Fernando Véjar |

| 25 de abril, 21:00 (UTC-5) | Delfín     | 1:2 (0:1) | Internacional                 | Estadio Jocay, Manta                               |                                                    |
|                            | Castro 53' | Reporte   | Wesley 35' · Borré 52' (pen.) | Árbitro(s): Michael Espinoza VAR: Milagros Arruela | Árbitro(s): Michael Espinoza VAR: Milagros Arruela |

| 9 de mayo, 19:00 (UTC-3) | Belgrano | 1:1 (0:0) | Delfín     | Estadio Mario Alberto Kempes, Córdoba               |                                                     |
|                          | Jara 62' | Reporte   | Angulo 64' | Árbitro(s): Leodán González VAR: Cristhian Ferreyra | Árbitro(s): Leodán González VAR: Cristhian Ferreyra |

| 8 de junio, 21:30 (UTC-3) | Internacional | 1:0 (0:0) | Delfín | Estadio Alfredo Jaconi, Caxias do Sul        |                                              |
|                           | Alario 68'    | Reporte   |        | Árbitro(s): Felipe González VAR: José Cabero | Árbitro(s): Felipe González VAR: José Cabero |

| 28 de mayo, 19:30 (UTC-5) | Delfín                                            | 4:3 (2:3) | Real Tomayapo                       | Estadio Jocay, Manta                      |                                           |
|                           | Messiniti 3' · Elordi 22' · Miño 75' · Angulo 76' | Reporte   | Graneros 1' · Noble 11' · Rioja 32' | Árbitro(s): Edwin Ordóñez VAR: Diego Haro | Árbitro(s): Edwin Ordóñez VAR: Diego Haro |

#### Play-offde octavos de final
Llave A: Barcelona - Bragantino 
| 17 de julio, 19:30 (UTC-5) | Barcelona  | 1:1 (1:1) | Bragantino  | Estadio Monumental, Guayaquil                                                     |                                                                                   |
|                            | Corozo 31' | Reporte   | Helinho 18' | Asistencia: 6767 espectadores Árbitro(s): Nicolás Ramírez VAR: Hernán Mastrángelo | Asistencia: 6767 espectadores Árbitro(s): Nicolás Ramírez VAR: Hernán Mastrángelo |

| 24 de julio, 21:30 (UTC-3)                                                    | Bragantino                               | 3:2 (1:2) (Global 4:3) | Barcelona                   | Estadio Nabi Abi Chedid, Bragança Paulista   |                                              |
|                                                                               | Borbas 22' · Lincoln 46' · Jhon Jhon 86' | Reporte                | Ad. Preciado 9' · Oyola 44' | Árbitro(s): Alexis Herrera VAR: Joel Alarcón | Árbitro(s): Alexis Herrera VAR: Joel Alarcón |
| Barcelona fue derrotado 4:3 en el marcador global y fue eliminado del torneo. |                                          |                        |                             |                                              |                                              |

Llave D: Libertad - Univ.Católica 
| 17 de julio, 18:00 (UTC-4) | Libertad                      | 2:0 (0:0) | Universidad Católica | Estadio Defensores del Chaco, Asunción        |                                               |
|                            | Ó. Cardozo 49' · Sanabria 74' | Reporte   |                      | Árbitro(s): Paulo Zanovelli VAR: Wagner Reway | Árbitro(s): Paulo Zanovelli VAR: Wagner Reway |

| 24 de julio, 17:00 (UTC-5)                                                        | Universidad Católica | 1:1 (1:0) (Global 3:1) | Libertad         | Estadio Olímpico Atahualpa, Quito             |                                               |
|                                                                                   | Fajardo 6'           | Reporte                | Ó. Cardozo 90+1' | Árbitro(s): Andrés Rojas VAR: David Rodríguez | Árbitro(s): Andrés Rojas VAR: David Rodríguez |
| Univ.Católica fue derrotado 3:1 en el marcador global y fue eliminado del torneo. |                      |                        |                  |                                               |                                               |

Llave E: Independiente del Valle - Boca Juniors 
| 17 de julio, 19:30 (UTC-5) | Independiente del Valle | 0:0     | Boca Juniors | Estadio Banco Guayaquil, Quito                                             |                                                                            |
|                            |                         | Reporte |              | Asistencia: 8083 espectadores Árbitro(s): Felipe González VAR: José Cabero | Asistencia: 8083 espectadores Árbitro(s): Felipe González VAR: José Cabero |

| 24 de julio, 21:30 (UTC-3)                                                          | Boca Juniors | 1:0 (1:0) (Global 1:0) | Independiente del Valle | Estadio La Bombonera, Buenos Aires                 |                                                    |
|                                                                                     | Cavani 39'   | Reporte                |                         | Árbitro(s): Andrés Matonte VAR: Christian Ferreyra | Árbitro(s): Andrés Matonte VAR: Christian Ferreyra |
| Indep.del Valle fue derrotado 1:0 en el marcador global y fue eliminado del torneo. |              |                        |                         |                                                    |                                                    |

Llave F: Liga de Quito - Always Ready 
| 18 de julio, 19:30 (UTC-5) | Liga de Quito                     | 3:0 (2:0) | Always Ready | Estadio Rodrigo Paz Delgado, Quito         |                                            |
|                            | Arce 16' · Adé 27' · J. Julio 53' | Reporte   |              | Árbitro(s): Kevin Ortega VAR: Joel Alarcón | Árbitro(s): Kevin Ortega VAR: Joel Alarcón |

| 25 de julio, 20:30 (UTC-4)                                   | Always Ready                              | 3:1 (1:0) (Global 4:3) | Liga de Quito | Estadio Municipal, El Alto                  |                                             |
|                                                              | Terrazas 2' · Martínez 84' · Carabalí 88' | Reporte                | Alzugaray 50' | Árbitro(s): Flavio de Souza VAR: José Rocha | Árbitro(s): Flavio de Souza VAR: José Rocha |
| Liga de Quito venció 4:3 y clasificó a los Octavos de final. |                                           |                        |               |                                             |                                             |

#### Octavos de final
| 14 de agosto, 19:30 (UTC-5) | Liga de Quito | 1:2 (1:2) | Lanús                    | Estadio Rodrigo Paz Delgado, Quito           |                                              |
|                             | Arce 14'      | Reporte   | Pérez 23' · Moreno 45+1' | Árbitro(s): Juan Benítez VAR: Carlos Benítez | Árbitro(s): Juan Benítez VAR: Carlos Benítez |

| 21 de agosto, 21:30 (UTC-3)                                                       | Lanús                                | 3:1 (1:1) (Global 5:2) | Liga de Quito | Estadio Néstor Díaz Pérez, Lanús         |                                          |
|                                                                                   | Bou 9' · Izquierdoz 78' · Acosta 89' | Reporte                | Arce 37'      | Árbitro(s): Kevin Ortega VAR: Diego Haro | Árbitro(s): Kevin Ortega VAR: Diego Haro |
| Liga de Quito fue derrotado 5:2 en el marcador global y fue eliminado del torneo. |                                      |                        |               |                                          |                                          |

### Copa Conmebol Libertadores Sub-20
Fase de grupos
| Equipo            | Pts. | PJ | PG | PE | PP | GF | GC | Dif. |
| ----------------- | ---- | -- | -- | -- | -- | -- | -- | ---- |
| Flamengo          | 9    | 3  | 3  | 0  | 0  | 7  | 2  | 5    |
| Aucas             | 6    | 3  | 2  | 0  | 1  | 8  | 5  | 3    |
| Defensor Sporting | 3    | 3  | 1  | 0  | 2  | 4  | 5  | –1   |
| Sporting Cristal  | 0    | 3  | 0  | 0  | 3  | 2  | 9  | –7   |

| 4 de marzo | Aucas                           | 3:1 (2:0) | Sporting Cristal | Estadio Domingo Burgueño Miguel, Maldonado |                             |
| 15:00      | Conforme 36' · Perlaza 42', 68' | Reporte   | Uculmana 71'     | Árbitro(s): Carlos Betancur                | Árbitro(s): Carlos Betancur |

| 7 de marzo | Flamengo                   | 2:1 (0:0) | Aucas        | Estadio Domingo Burgueño Miguel, Maldonado |                            |
| 15:00      | Iago 60' · Wallace Yan 82' | Reporte   | Conforme 58' | Árbitro(s): Yender Herrera                 | Árbitro(s): Yender Herrera |

| 10 de marzo | Aucas                                                     | 4:2 (1:0) | Defensor Sporting      | Estadio Domingo Burgueño Miguel, Maldonado |                             |
| 18:00       | Perlaza 35', 51' · Hurtado 51' · Zambrano 56', 83' (pen.) | Reporte   | Jorge 46' · Viudez 78' | Árbitro(s): Carlos Betancur                | Árbitro(s): Carlos Betancur |

Semifinales
| 14 de marzo | Boca Juniors             | 2:1 (1:0) | Aucas               | Estadio Domingo Burgueño Miguel, Maldonado |                              |
| 15:00       | Dalmasso 37' · Payal 84' | Reporte   | Di Lollo 88' (a.g.) | Árbitro(s): Mathías De Armas               | Árbitro(s): Mathías De Armas |

Tercer lugar
| 16 de marzo | Aucas               | 1:2 (0:1) | Rosario Central          | Estadio Domingo Burgueño Miguel, Maldonado |                            |
| 15:00       | Zambrano 54' (pen.) | Reporte   | Beltrán 41' · Ruiz 90+1' | Árbitro(s): Yender Herrera                 | Árbitro(s): Yender Herrera |

## Torneos nacionales masculinos

### LigaPro Serie A

#### Primera etapa
| Pos. | Equipo                  | Pts. | PJ | G  | E | P  | GF | GC | Dif. |  |
| ---- | ----------------------- | ---- | -- | -- | - | -- | -- | -- | ---- |  |
| 1    | Independiente del Valle | 35   | 15 | 10 | 5 | 0  | 23 | 8  | +15  |  |
| 2    | Barcelona               | 31   | 15 | 9  | 4 | 2  | 24 | 8  | +16  |  |
| 3    | Liga de Quito           | 30   | 15 | 9  | 3 | 3  | 27 | 17 | +10  |  |
| 4    | Aucas                   | 29   | 15 | 8  | 5 | 2  | 31 | 18 | +13  |  |
| 5    | Universidad Católica    | 25   | 15 | 7  | 4 | 4  | 31 | 20 | +11  |  |
| 6    | Emelec                  | 25   | 15 | 6  | 7 | 2  | 17 | 12 | +5   |  |
| 7    | El Nacional             | 21   | 15 | 8  | 0 | 7  | 17 | 16 | +1   |  |
| 8    | Mushuc Runa             | 18   | 15 | 5  | 3 | 7  | 18 | 19 | −1   |  |
| 9    | Macará                  | 18   | 15 | 4  | 6 | 5  | 11 | 13 | −2   |  |
| 10   | Deportivo Cuenca        | 16   | 15 | 3  | 7 | 5  | 25 | 24 | +1   |  |
| 11   | Técnico Universitario   | 16   | 15 | 4  | 4 | 7  | 14 | 21 | −7   |  |
| 12   | Orense                  | 15   | 15 | 3  | 6 | 6  | 10 | 17 | −7   |  |
| 13   | Cumbayá                 | 14   | 15 | 4  | 2 | 9  | 8  | 19 | −11  |  |
| 14   | Imbabura                | 13   | 15 | 3  | 4 | 8  | 17 | 29 | −12  |  |
| 15   | Delfín                  | 9    | 15 | 2  | 3 | 10 | 8  | 23 | −15  |  |
| 16   | Libertad                | 4    | 15 | 1  | 5 | 9  | 8  | 25 | −17  |  |

 Fuente: LigaPro
Notas:
1. ↑  El Nacional fue penalizado con 3 puntos menos, por una sanción de la FEF.[9][10]
2. ↑  Libertad fue sancionado con 4 puntos menos, por temas relacionados a apuestas deportivas en la temporada pasada.[11][12]

|  | Clasificado a la final de campeonato y a la Copa Libertadores 2025. |

#### Segunda etapa
| Pos. | Equipo                  | Pts. | PJ | G  | E | P  | GF | GC | Dif. |  |
| ---- | ----------------------- | ---- | -- | -- | - | -- | -- | -- | ---- |  |
| 1    | Liga de Quito           | 35   | 15 | 11 | 2 | 2  | 33 | 14 | +19  |  |
| 2    | Independiente del Valle | 30   | 15 | 9  | 3 | 3  | 33 | 14 | +19  |  |
| 3    | Universidad Católica    | 26   | 15 | 8  | 2 | 5  | 28 | 24 | +4   |  |
| 4    | Barcelona               | 25   | 15 | 7  | 4 | 4  | 30 | 21 | +9   |  |
| 5    | Orense                  | 25   | 15 | 7  | 4 | 4  | 18 | 16 | +2   |  |
| 6    | Mushuc Runa             | 23   | 15 | 5  | 8 | 2  | 27 | 24 | +3   |  |
| 7    | Libertad                | 23   | 15 | 6  | 5 | 4  | 20 | 18 | +2   |  |
| 8    | Técnico Universitario   | 22   | 15 | 6  | 4 | 5  | 25 | 15 | +10  |  |
| 9    | Delfín                  | 22   | 15 | 6  | 4 | 5  | 21 | 22 | −1   |  |
| 10   | El Nacional             | 19   | 15 | 5  | 4 | 6  | 16 | 20 | −4   |  |
| 11   | Aucas                   | 16   | 15 | 4  | 4 | 7  | 16 | 22 | −6   |  |
| 12   | Macará                  | 15   | 15 | 4  | 3 | 8  | 15 | 27 | −12  |  |
| 13   | Deportivo Cuenca        | 13   | 15 | 4  | 4 | 7  | 15 | 21 | −6   |  |
| 14   | Imbabura                | 11   | 15 | 3  | 2 | 10 | 17 | 31 | −14  |  |
| 15   | Cumbayá                 | 10   | 15 | 2  | 4 | 9  | 17 | 34 | −17  |  |
| 16   | Emelec                  | 9    | 15 | 3  | 3 | 9  | 12 | 20 | −8   |  |

 Fuente: LigaPro
Notas:
1. ↑  Deportivo Cuenca fue penalizado con 3 puntos menos, por una sanción de la FEF.[13][14]
2. ↑  Emelec fue penalizado con 3 puntos menos, por una sanción de la FEF.[15][16]

|  | Clasificado a la final de campeonato y a la Copa Libertadores 2025. |

#### Tabla acumulada
| Pos. | Equipo                  | Pts. | PJ | G  | E  | P  | GF | GC | Dif. |  |
| ---- | ----------------------- | ---- | -- | -- | -- | -- | -- | -- | ---- |  |
| 1    | Independiente del Valle | 65   | 30 | 19 | 8  | 3  | 56 | 22 | +34  |  |
| 2    | Liga de Quito (C)       | 65   | 30 | 20 | 5  | 5  | 60 | 31 | +29  |  |
| 3    | Barcelona               | 56   | 30 | 16 | 8  | 6  | 54 | 29 | +25  |  |
| 4    | Universidad Católica    | 51   | 30 | 15 | 6  | 9  | 59 | 44 | +15  |  |
| 5    | Aucas                   | 45   | 30 | 12 | 9  | 9  | 47 | 40 | +7   |  |
| 6    | Mushuc Runa             | 41   | 30 | 10 | 11 | 9  | 45 | 43 | +2   |  |
| 7    | El Nacional             | 40   | 30 | 13 | 4  | 13 | 33 | 36 | −3   |  |
| 8    | Orense                  | 40   | 30 | 10 | 10 | 10 | 28 | 33 | −5   |  |
| 9    | Técnico Universitario   | 38   | 30 | 10 | 8  | 12 | 39 | 36 | +3   |  |
| 10   | Emelec                  | 34   | 30 | 9  | 10 | 11 | 29 | 32 | −3   |  |
| 11   | Macará                  | 33   | 30 | 8  | 9  | 13 | 26 | 40 | −14  |  |
| 12   | Delfín                  | 31   | 30 | 8  | 7  | 15 | 29 | 45 | −16  |  |
| 13   | Deportivo Cuenca        | 29   | 30 | 7  | 11 | 12 | 40 | 45 | −5   |  |
| 14   | Libertad                | 27   | 30 | 7  | 10 | 13 | 28 | 43 | −15  |  |
| 15   | Imbabura (D)            | 24   | 30 | 6  | 6  | 18 | 34 | 60 | −26  |  |
| 16   | Cumbayá (D)             | 24   | 30 | 6  | 6  | 18 | 25 | 53 | −28  |  |

 Fuente: LigaPro
Criterios de clasificación: 1) Puntos; 2) Diferencia de gol; 3) Goles anotados; 4) Goles de visitante; 5) Resultados en partidos directos; 6) Sorteo.
Notas:
1. ↑  Campeón de la Copa Ecuador 2024. El Nacional fue penalizado con 3 puntos menos, por una sanción de la FEF.[9][10]
2. ↑  Emelec fue penalizado con 3 puntos menos, por una sanción de la FEF.[15][16]
3. ↑  Deportivo Cuenca fue penalizado con 3 puntos menos, por una sanción de la FEF.[13][14]
4. ↑  Libertad fue sancionado con 4 puntos menos, por temas relacionados a apuestas deportivas en la temporada pasada.[11][12]

|  | Clasificado a la fase de grupos de Copa Libertadores 2025.              |
|  | Clasificado a la segunda fase clasificatoria de Copa Libertadores 2025. |
|  | Clasificado a la primera fase clasificatoria de Copa Libertadores 2025. |
|  | Clasificados a la primera fase de Copa Sudamericana 2025.               |
|  | Descendidos a la Serie B 2025.                                          |

#### Final
Ida
| 7 de diciembre, 15:30 | Liga de Quito                  | 3:0 (1:0) | Independiente del Valle | Estadio Rodrigo Paz Delgado, Quito                                        |                                                                           |
|                       | Arce 45+2', 57' · Villamíl 73' | Reporte   |                         | Asistencia: 17 938 espectadores Árbitro(s): Bryan Loayza VAR: Luis Quiroz | Asistencia: 17 938 espectadores Árbitro(s): Bryan Loayza VAR: Luis Quiroz |

Vuelta
| 14 de diciembre, 15:30 | Independiente del Valle | 1:0 (0:0) (Global 1:3) | Liga de Quito | Estadio Banco Guayaquil, Quito                  |                                                 |
|                        | Zárate 90+6'            | Reporte                |               | Árbitro(s): Guillermo Guerrero VAR: Carlos Orbe | Árbitro(s): Guillermo Guerrero VAR: Carlos Orbe |

- Liga de Quito ganó 3 - 1 en el marcador global.

|                                                   |
|                                                   |
| Campeón Liga Deportiva Universitaria 13.er título |

### Copa Ecuador
|  | Dieciseisavos de final                    | Dieciseisavos de final      | Dieciseisavos de final                    |                       |                      | Octavos de final                | Octavos de final                | Octavos de final                |  |                       | Cuartos de final                 | Cuartos de final                 | Cuartos de final                 |  |                      | Semifinales             | Semifinales         | Semifinales         | Semifinales         | Semifinales         |  |                      | Final                   | Final           | Final           |  |
|  | 19 de julio al 15 de agosto               | 19 de julio al 15 de agosto | 19 de julio al 15 de agosto               |                       |                      | 21 de agosto al 8 de septiembre | 21 de agosto al 8 de septiembre | 21 de agosto al 8 de septiembre |  |                       | 19 de septiembre al 2 de octubre | 19 de septiembre al 2 de octubre | 19 de septiembre al 2 de octubre |  |                      | 22 al 31 de octubre     | 22 al 31 de octubre | 22 al 31 de octubre | 22 al 31 de octubre | 22 al 31 de octubre |  |                      | 27 de noviembre         | 27 de noviembre | 27 de noviembre |  |
|  |                                           |                             |                                           |                       |                      |                                 |                                 |                                 |  |                       |                                  |                                  |                                  |  |                      |                         |                     |                     |                     |                     |  |                      |                         |                 |                 |  |
|  |                                           |                             |                                           |                       |                      |                                 |                                 |                                 |  |                       |                                  |                                  |                                  |  |                      |                         |                     |                     |                     |                     |  |                      |                         |                 |                 |  |
|  | Bandera de Pichincha                      | Independiente del Valle     | 0 (3)                                     |                       |                      |                                 |                                 |                                 |  |                       |                                  |                                  |                                  |  |                      |                         |                     |                     |                     |                     |  |                      |                         |                 |                 |  |
|  | Bandera de Pichincha                      | Independiente del Valle     | 0 (3)                                     |                       |                      |                                 |                                 |                                 |  |                       |                                  |                                  |                                  |  |                      |                         |                     |                     |                     |                     |  |                      |                         |                 |                 |  |
|  | Bandera de Chimborazo                     | Olmedo                      | 0 (2)                                     |                       |                      |                                 |                                 |                                 |  |                       |                                  |                                  |                                  |  |                      |                         |                     |                     |                     |                     |  |                      |                         |                 |                 |  |
|  | Bandera de Chimborazo                     | Olmedo                      | 0 (2)                                     |                       | Bandera de Pichincha | Independiente del Valle         | 2                               |                                 |  |                       |                                  |                                  |                                  |  |                      |                         |                     |                     |                     |                     |  |                      |                         |                 |                 |  |
|  |                                           |                             |                                           |                       | Bandera de Pichincha | Independiente del Valle         | 2                               |                                 |  |                       |                                  |                                  |                                  |  |                      |                         |                     |                     |                     |                     |  |                      |                         |                 |                 |  |
|  |                                           |                             | Bandera de Pichincha                      | Cuniburo              | 1                    |                                 |                                 |                                 |  |                       |                                  |                                  |                                  |  |                      |                         |                     |                     |                     |                     |  |                      |                         |                 |                 |  |
|  | Bandera de Tungurahua                     | Macará                      | Bandera de Pichincha                      | Cuniburo              | 1                    | 1                               |                                 |                                 |  |                       |                                  |                                  |                                  |  |                      |                         |                     |                     |                     |                     |  |                      |                         |                 |                 |  |
|  | Bandera de Tungurahua                     | Macará                      |                                           |                       |                      |                                 |                                 |                                 |  |                       |                                  |                                  |                                  |  |                      |                         |                     |                     |                     |                     |  |                      |                         |                 |                 |  |
|  | Bandera de Pichincha                      | Cuniburo                    | 3                                         |                       |                      |                                 |                                 |                                 |  |                       |                                  |                                  |                                  |  |                      |                         |                     |                     |                     |                     |  |                      |                         |                 |                 |  |
|  | Bandera de Pichincha                      | Cuniburo                    | 3                                         |                       |                      |                                 |                                 |                                 |  | Bandera de Pichincha  | Independiente del Valle          | 2                                |                                  |  |                      |                         |                     |                     |                     |                     |  |                      |                         |                 |                 |  |
|  |                                           |                             |                                           |                       |                      |                                 |                                 |                                 |  | Bandera de Pichincha  | Independiente del Valle          | 2                                |                                  |  |                      |                         |                     |                     |                     |                     |  |                      |                         |                 |                 |  |
|  |                                           |                             | Bandera de Guayas                         | Guayaquil City        | 1                    |                                 |                                 |                                 |  |                       |                                  |                                  |                                  |  |                      |                         |                     |                     |                     |                     |  |                      |                         |                 |                 |  |
|  | Bandera de Manabí                         | Delfín                      | Bandera de Guayas                         | Guayaquil City        | 1                    | 1 (5)                           |                                 |                                 |  |                       |                                  |                                  |                                  |  |                      |                         |                     |                     |                     |                     |  |                      |                         |                 |                 |  |
|  | Bandera de Manabí                         | Delfín                      |                                           |                       |                      |                                 |                                 |                                 |  |                       |                                  |                                  |                                  |  |                      |                         |                     |                     |                     |                     |  |                      |                         |                 |                 |  |
|  | Bandera de Azuay                          | Liga de Cuenca              | 1 (3)                                     |                       |                      |                                 |                                 |                                 |  |                       |                                  |                                  |                                  |  |                      |                         |                     |                     |                     |                     |  |                      |                         |                 |                 |  |
|  | Bandera de Azuay                          | Liga de Cuenca              | 1 (3)                                     |                       | Bandera de Manabí    | Delfín                          | 1                               |                                 |  |                       |                                  |                                  |                                  |  |                      |                         |                     |                     |                     |                     |  |                      |                         |                 |                 |  |
|  |                                           |                             |                                           |                       | Bandera de Manabí    | Delfín                          | 1                               |                                 |  |                       |                                  |                                  |                                  |  |                      |                         |                     |                     |                     |                     |  |                      |                         |                 |                 |  |
|  |                                           |                             | Bandera de Guayas                         | Guayaquil City        | 3                    |                                 |                                 |                                 |  |                       |                                  |                                  |                                  |  |                      |                         |                     |                     |                     |                     |  |                      |                         |                 |                 |  |
|  | Bandera de Pichincha                      | Cumbayá                     | Bandera de Guayas                         | Guayaquil City        | 3                    | 0                               |                                 |                                 |  |                       |                                  |                                  |                                  |  |                      |                         |                     |                     |                     |                     |  |                      |                         |                 |                 |  |
|  | Bandera de Pichincha                      | Cumbayá                     |                                           |                       |                      |                                 |                                 |                                 |  |                       |                                  |                                  |                                  |  |                      |                         |                     |                     |                     |                     |  |                      |                         |                 |                 |  |
|  | Bandera de Guayas                         | Guayaquil City              | 3                                         |                       |                      |                                 |                                 |                                 |  |                       |                                  |                                  |                                  |  |                      |                         |                     |                     |                     |                     |  |                      |                         |                 |                 |  |
|  | Bandera de Guayas                         | Guayaquil City              | 3                                         |                       |                      |                                 |                                 |                                 |  |                       |                                  |                                  |                                  |  | Bandera de Pichincha | Independiente del Valle | 1                   | 1                   | 2 (6)               |                     |  |                      |                         |                 |                 |  |
|  |                                           |                             |                                           |                       |                      |                                 |                                 |                                 |  |                       |                                  |                                  |                                  |  | Bandera de Pichincha | Independiente del Valle | 1                   | 1                   | 2 (6)               |                     |  |                      |                         |                 |                 |  |
|  |                                           |                             | Bandera de Pichincha                      | Universidad Católica  | 0                    | 2                               | 2 (5)                           |                                 |  |                       |                                  |                                  |                                  |  |                      |                         |                     |                     |                     |                     |  |                      |                         |                 |                 |  |
|  | Bandera de Guayas                         | Emelec                      | Bandera de Pichincha                      | Universidad Católica  | 0                    | 2                               | 2 (5)                           | 1 (6)                           |  |                       |                                  |                                  |                                  |  |                      |                         |                     |                     |                     |                     |  |                      |                         |                 |                 |  |
|  | Bandera de Guayas                         | Emelec                      |                                           |                       |                      |                                 |                                 | 1 (6)                           |  |                       |                                  |                                  |                                  |  |                      |                         |                     |                     |                     |                     |  |                      |                         |                 |                 |  |
|  | Bandera de Pichincha                      | AV25                        | 1 (5)                                     |                       |                      |                                 |                                 |                                 |  |                       |                                  |                                  |                                  |  |                      |                         |                     |                     |                     |                     |  |                      |                         |                 |                 |  |
|  | Bandera de Pichincha                      | AV25                        | 1 (5)                                     |                       | Bandera de Guayas    | Emelec                          | 0 (2)                           |                                 |  |                       |                                  |                                  |                                  |  |                      |                         |                     |                     |                     |                     |  |                      |                         |                 |                 |  |
|  |                                           |                             |                                           |                       | Bandera de Guayas    | Emelec                          | 0 (2)                           |                                 |  |                       |                                  |                                  |                                  |  |                      |                         |                     |                     |                     |                     |  |                      |                         |                 |                 |  |
|  |                                           |                             | Bandera de Tungurahua                     | Técnico Universitario | 0 (3)                |                                 |                                 |                                 |  |                       |                                  |                                  |                                  |  |                      |                         |                     |                     |                     |                     |  |                      |                         |                 |                 |  |
|  | Bandera de Tungurahua                     | Técnico Universitario       | Bandera de Tungurahua                     | Técnico Universitario | 0 (3)                | 3                               |                                 |                                 |  |                       |                                  |                                  |                                  |  |                      |                         |                     |                     |                     |                     |  |                      |                         |                 |                 |  |
|  | Bandera de Tungurahua                     | Técnico Universitario       |                                           |                       |                      |                                 |                                 |                                 |  |                       |                                  |                                  |                                  |  |                      |                         |                     |                     |                     |                     |  |                      |                         |                 |                 |  |
|  | Bandera de Pastaza                        | La Cantera                  | 0                                         |                       |                      |                                 |                                 |                                 |  |                       |                                  |                                  |                                  |  |                      |                         |                     |                     |                     |                     |  |                      |                         |                 |                 |  |
|  | Bandera de Pastaza                        | La Cantera                  | 0                                         |                       |                      |                                 |                                 |                                 |  | Bandera de Tungurahua | Técnico Universitario            | 2 (3)                            |                                  |  |                      |                         |                     |                     |                     |                     |  |                      |                         |                 |                 |  |
|  |                                           |                             |                                           |                       |                      |                                 |                                 |                                 |  | Bandera de Tungurahua | Técnico Universitario            | 2 (3)                            |                                  |  |                      |                         |                     |                     |                     |                     |  |                      |                         |                 |                 |  |
|  |                                           |                             | Bandera de Pichincha                      | Universidad Católica  | 2 (4)                |                                 |                                 |                                 |  |                       |                                  |                                  |                                  |  |                      |                         |                     |                     |                     |                     |  |                      |                         |                 |                 |  |
|  | Bandera de Pichincha                      | Universidad Católica        | Bandera de Pichincha                      | Universidad Católica  | 2 (4)                | 1                               |                                 |                                 |  |                       |                                  |                                  |                                  |  |                      |                         |                     |                     |                     |                     |  |                      |                         |                 |                 |  |
|  | Bandera de Pichincha                      | Universidad Católica        |                                           |                       |                      |                                 |                                 |                                 |  |                       |                                  |                                  |                                  |  |                      |                         |                     |                     |                     |                     |  |                      |                         |                 |                 |  |
|  | Bandera de Manabí                         | La Paz                      | 0                                         |                       |                      |                                 |                                 |                                 |  |                       |                                  |                                  |                                  |  |                      |                         |                     |                     |                     |                     |  |                      |                         |                 |                 |  |
|  | Bandera de Manabí                         | La Paz                      | 0                                         |                       | Bandera de Pichincha | Universidad Católica            | 4                               |                                 |  |                       |                                  |                                  |                                  |  |                      |                         |                     |                     |                     |                     |  |                      |                         |                 |                 |  |
|  |                                           |                             |                                           |                       | Bandera de Pichincha | Universidad Católica            | 4                               |                                 |  |                       |                                  |                                  |                                  |  |                      |                         |                     |                     |                     |                     |  |                      |                         |                 |                 |  |
|  |                                           |                             | Bandera de Santa Elena (provincia)        | Santa Elena Sumpa     | 1                    |                                 |                                 |                                 |  |                       |                                  |                                  |                                  |  |                      |                         |                     |                     |                     |                     |  |                      |                         |                 |                 |  |
|  | Bandera de Provincia de Imbabura          | Imbabura                    | Bandera de Santa Elena (provincia)        | Santa Elena Sumpa     | 1                    | 0 (8)                           |                                 |                                 |  |                       |                                  |                                  |                                  |  |                      |                         |                     |                     |                     |                     |  |                      |                         |                 |                 |  |
|  | Bandera de Provincia de Imbabura          | Imbabura                    |                                           |                       |                      |                                 |                                 |                                 |  |                       |                                  |                                  |                                  |  |                      |                         |                     |                     |                     |                     |  |                      |                         |                 |                 |  |
|  | Bandera de Santa Elena (provincia)        | Santa Elena Sumpa           | 0 (9)                                     |                       |                      |                                 |                                 |                                 |  |                       |                                  |                                  |                                  |  |                      |                         |                     |                     |                     |                     |  |                      |                         |                 |                 |  |
|  | Bandera de Santa Elena (provincia)        | Santa Elena Sumpa           | 0 (9)                                     |                       |                      |                                 |                                 |                                 |  |                       |                                  |                                  |                                  |  |                      |                         |                     |                     |                     |                     |  | Bandera de Pichincha | Independiente del Valle | 0               |                 |  |
|  |                                           |                             |                                           |                       |                      |                                 |                                 |                                 |  |                       |                                  |                                  |                                  |  |                      |                         |                     |                     |                     |                     |  | Bandera de Pichincha | Independiente del Valle | 0               |                 |  |
|  |                                           |                             | Bandera de Pichincha                      | El Nacional           | 1                    |                                 |                                 |                                 |  |                       |                                  |                                  |                                  |  |                      |                         |                     |                     |                     |                     |  |                      |                         |                 |                 |  |
|  | Bandera de Pichincha                      | Liga de Quito               | Bandera de Pichincha                      | El Nacional           | 1                    | 0 (3)                           |                                 |                                 |  |                       |                                  |                                  |                                  |  |                      |                         |                     |                     |                     |                     |  |                      |                         |                 |                 |  |
|  | Bandera de Pichincha                      | Liga de Quito               |                                           |                       |                      |                                 |                                 |                                 |  |                       |                                  |                                  |                                  |  |                      |                         |                     |                     |                     |                     |  |                      |                         |                 |                 |  |
|  | Bandera de El Oro                         | Bonita Banana               | 0 (0)                                     |                       |                      |                                 |                                 |                                 |  |                       |                                  |                                  |                                  |  |                      |                         |                     |                     |                     |                     |  |                      |                         |                 |                 |  |
|  | Bandera de El Oro                         | Bonita Banana               | 0 (0)                                     |                       | Bandera de Pichincha | Liga de Quito                   | 3                               |                                 |  |                       |                                  |                                  |                                  |  |                      |                         |                     |                     |                     |                     |  |                      |                         |                 |                 |  |
|  |                                           |                             |                                           |                       | Bandera de Pichincha | Liga de Quito                   | 3                               |                                 |  |                       |                                  |                                  |                                  |  |                      |                         |                     |                     |                     |                     |  |                      |                         |                 |                 |  |
|  |                                           |                             | Bandera de Azuay                          | Deportivo Cuenca      | 0                    |                                 |                                 |                                 |  |                       |                                  |                                  |                                  |  |                      |                         |                     |                     |                     |                     |  |                      |                         |                 |                 |  |
|  | Bandera de Azuay                          | Deportivo Cuenca            | Bandera de Azuay                          | Deportivo Cuenca      | 0                    | 3                               |                                 |                                 |  |                       |                                  |                                  |                                  |  |                      |                         |                     |                     |                     |                     |  |                      |                         |                 |                 |  |
|  | Bandera de Azuay                          | Deportivo Cuenca            |                                           |                       |                      |                                 |                                 |                                 |  |                       |                                  |                                  |                                  |  |                      |                         |                     |                     |                     |                     |  |                      |                         |                 |                 |  |
|  | Bandera de Manabí                         | Manta                       | 1                                         |                       |                      |                                 |                                 |                                 |  |                       |                                  |                                  |                                  |  |                      |                         |                     |                     |                     |                     |  |                      |                         |                 |                 |  |
|  | Bandera de Manabí                         | Manta                       | 1                                         |                       |                      |                                 |                                 |                                 |  | Bandera de Pichincha  | Liga de Quito                    | 0 (1)                            |                                  |  |                      |                         |                     |                     |                     |                     |  |                      |                         |                 |                 |  |
|  |                                           |                             |                                           |                       |                      |                                 |                                 |                                 |  | Bandera de Pichincha  | Liga de Quito                    | 0 (1)                            |                                  |  |                      |                         |                     |                     |                     |                     |  |                      |                         |                 |                 |  |
|  |                                           |                             | Bandera de Pichincha                      | El Nacional           | 0 (3)                |                                 |                                 |                                 |  |                       |                                  |                                  |                                  |  |                      |                         |                     |                     |                     |                     |  |                      |                         |                 |                 |  |
|  | Bandera de Pichincha                      | El Nacional                 | Bandera de Pichincha                      | El Nacional           | 0 (3)                | 1 (3)                           |                                 |                                 |  |                       |                                  |                                  |                                  |  |                      |                         |                     |                     |                     |                     |  |                      |                         |                 |                 |  |
|  | Bandera de Pichincha                      | El Nacional                 |                                           |                       |                      |                                 |                                 |                                 |  |                       |                                  |                                  |                                  |  |                      |                         |                     |                     |                     |                     |  |                      |                         |                 |                 |  |
|  | Bandera de Tungurahua                     | Baños Ciudad de Fuego       | 1 (1)                                     |                       |                      |                                 |                                 |                                 |  |                       |                                  |                                  |                                  |  |                      |                         |                     |                     |                     |                     |  |                      |                         |                 |                 |  |
|  | Bandera de Tungurahua                     | Baños Ciudad de Fuego       | 1 (1)                                     |                       | Bandera de Pichincha | El Nacional                     | 3                               |                                 |  |                       |                                  |                                  |                                  |  |                      |                         |                     |                     |                     |                     |  |                      |                         |                 |                 |  |
|  |                                           |                             |                                           |                       | Bandera de Pichincha | El Nacional                     | 3                               |                                 |  |                       |                                  |                                  |                                  |  |                      |                         |                     |                     |                     |                     |  |                      |                         |                 |                 |  |
|  |                                           |                             | Bandera de Santo Domingo de los Tsáchilas | Dep. Santo Domingo    | 2                    |                                 |                                 |                                 |  |                       |                                  |                                  |                                  |  |                      |                         |                     |                     |                     |                     |  |                      |                         |                 |                 |  |
|  | Bandera de El Oro                         | Orense                      | Bandera de Santo Domingo de los Tsáchilas | Dep. Santo Domingo    | 2                    | 1                               |                                 |                                 |  |                       |                                  |                                  |                                  |  |                      |                         |                     |                     |                     |                     |  |                      |                         |                 |                 |  |
|  | Bandera de El Oro                         | Orense                      |                                           |                       |                      |                                 |                                 |                                 |  |                       |                                  |                                  |                                  |  |                      |                         |                     |                     |                     |                     |  |                      |                         |                 |                 |  |
|  | Bandera de Santo Domingo de los Tsáchilas | Dep. Santo Domingo          | 3                                         |                       |                      |                                 |                                 |                                 |  |                       |                                  |                                  |                                  |  |                      |                         |                     |                     |                     |                     |  |                      |                         |                 |                 |  |
|  | Bandera de Santo Domingo de los Tsáchilas | Dep. Santo Domingo          | 3                                         |                       |                      |                                 |                                 |                                 |  |                       |                                  |                                  |                                  |  | Bandera de Pichincha | El Nacional             | 2                   | 2                   | 4                   |                     |  |                      |                         |                 |                 |  |
|  |                                           |                             |                                           |                       |                      |                                 |                                 |                                 |  |                       |                                  |                                  |                                  |  | Bandera de Pichincha | El Nacional             | 2                   | 2                   | 4                   |                     |  |                      |                         |                 |                 |  |
|  |                                           |                             | Bandera de Tungurahua                     | Mushuc Runa           | 1                    | 0                               | 1                               |                                 |  |                       |                                  |                                  |                                  |  |                      |                         |                     |                     |                     |                     |  |                      |                         |                 |                 |  |
|  | Bandera de Guayas                         | Barcelona                   | Bandera de Tungurahua                     | Mushuc Runa           | 1                    | 0                               | 1                               | 0                               |  |                       |                                  |                                  |                                  |  |                      |                         |                     |                     |                     |                     |  |                      |                         |                 |                 |  |
|  | Bandera de Guayas                         | Barcelona                   |                                           |                       |                      |                                 |                                 | 0                               |  |                       |                                  |                                  |                                  |  |                      |                         |                     |                     |                     |                     |  |                      |                         |                 |                 |  |
|  | Bandera de Pichincha                      | Independiente Juniors       | 2                                         |                       |                      |                                 |                                 |                                 |  |                       |                                  |                                  |                                  |  |                      |                         |                     |                     |                     |                     |  |                      |                         |                 |                 |  |
|  | Bandera de Pichincha                      | Independiente Juniors       | 2                                         |                       | Bandera de Pichincha | Independiente Juniors           | 0                               |                                 |  |                       |                                  |                                  |                                  |  |                      |                         |                     |                     |                     |                     |  |                      |                         |                 |                 |  |
|  |                                           |                             |                                           |                       | Bandera de Pichincha | Independiente Juniors           | 0                               |                                 |  |                       |                                  |                                  |                                  |  |                      |                         |                     |                     |                     |                     |  |                      |                         |                 |                 |  |
|  |                                           |                             | Bandera de Tungurahua                     | Mushuc Runa           | 1                    |                                 |                                 |                                 |  |                       |                                  |                                  |                                  |  |                      |                         |                     |                     |                     |                     |  |                      |                         |                 |                 |  |
|  | Bandera de Tungurahua                     | Mushuc Runa                 | Bandera de Tungurahua                     | Mushuc Runa           | 1                    | 0 (4)                           |                                 |                                 |  |                       |                                  |                                  |                                  |  |                      |                         |                     |                     |                     |                     |  |                      |                         |                 |                 |  |
|  | Bandera de Tungurahua                     | Mushuc Runa                 |                                           |                       |                      |                                 |                                 |                                 |  |                       |                                  |                                  |                                  |  |                      |                         |                     |                     |                     |                     |  |                      |                         |                 |                 |  |
|  | Bandera de Provincia de Imbabura          | Leones del Norte            | 0 (3)                                     |                       |                      |                                 |                                 |                                 |  |                       |                                  |                                  |                                  |  |                      |                         |                     |                     |                     |                     |  |                      |                         |                 |                 |  |
|  | Bandera de Provincia de Imbabura          | Leones del Norte            | 0 (3)                                     |                       |                      |                                 |                                 |                                 |  | Bandera de Tungurahua | Mushuc Runa                      | 2                                |                                  |  |                      |                         |                     |                     |                     |                     |  |                      |                         |                 |                 |  |
|  |                                           |                             |                                           |                       |                      |                                 |                                 |                                 |  | Bandera de Tungurahua | Mushuc Runa                      | 2                                |                                  |  |                      |                         |                     |                     |                     |                     |  |                      |                         |                 |                 |  |
|  |                                           |                             | Bandera de Loja                           | Libertad              | 1                    |                                 |                                 |                                 |  |                       |                                  |                                  |                                  |  |                      |                         |                     |                     |                     |                     |  |                      |                         |                 |                 |  |
|  | Bandera de Pichincha                      | Aucas                       | Bandera de Loja                           | Libertad              | 1                    | 5                               |                                 |                                 |  |                       |                                  |                                  |                                  |  |                      |                         |                     |                     |                     |                     |  |                      |                         |                 |                 |  |
|  | Bandera de Pichincha                      | Aucas                       |                                           |                       |                      |                                 |                                 |                                 |  |                       |                                  |                                  |                                  |  |                      |                         |                     |                     |                     |                     |  |                      |                         |                 |                 |  |
|  | Bandera de Loja                           | La Castellana               | 1                                         |                       |                      |                                 |                                 |                                 |  |                       |                                  |                                  |                                  |  |                      |                         |                     |                     |                     |                     |  |                      |                         |                 |                 |  |
|  | Bandera de Loja                           | La Castellana               | 1                                         |                       | Bandera de Pichincha | Aucas                           | 0                               |                                 |  |                       |                                  |                                  |                                  |  |                      |                         |                     |                     |                     |                     |  |                      |                         |                 |                 |  |
|  |                                           |                             |                                           |                       | Bandera de Pichincha | Aucas                           | 0                               |                                 |  |                       |                                  |                                  |                                  |  |                      |                         |                     |                     |                     |                     |  |                      |                         |                 |                 |  |
|  |                                           |                             | Bandera de Loja                           | Libertad              | 1                    |                                 |                                 |                                 |  |                       |                                  |                                  |                                  |  |                      |                         |                     |                     |                     |                     |  |                      |                         |                 |                 |  |
|  | Bandera de Loja                           | Libertad                    | Bandera de Loja                           | Libertad              | 1                    | 2                               |                                 |                                 |  |                       |                                  |                                  |                                  |  |                      |                         |                     |                     |                     |                     |  |                      |                         |                 |                 |  |
|  | Bandera de Loja                           | Libertad                    |                                           |                       |                      |                                 |                                 |                                 |  |                       |                                  |                                  |                                  |  |                      |                         |                     |                     |                     |                     |  |                      |                         |                 |                 |  |
|  | Bandera de Morona Santiago                | Vicentino Dragons           | 0                                         |                       |                      |                                 |                                 |                                 |  |                       |                                  |                                  |                                  |  |                      |                         |                     |                     |                     |                     |  |                      |                         |                 |                 |  |
|  | Bandera de Morona Santiago                | Vicentino Dragons           | 0                                         |                       |                      |                                 |                                 |                                 |  |                       |                                  |                                  |                                  |  |                      |                         |                     |                     |                     |                     |  |                      |                         |                 |                 |  |
|  |                                           |                             |                                           |                       |                      |                                 |                                 |                                 |  |                       |                                  |                                  |                                  |  |                      |                         |                     |                     |                     |                     |  |                      |                         |                 |                 |  |

|                                 |
|                                 |
| Campeón El Nacional 1.er título |

### LigaPro Serie B
La LigaPro Serie B 2024 tuvo la participación de 10 equipos que disputaron dos etapas con sistema de todos contra todos; al finalizar el año los dos primeros clasificados de la tabla general acumulada (suma de ambas etapas) obtuvieron dos cupos directos a la LigaPro Serie A 2025.

#### Primera etapa
| Pos. | Equipo                | Pts. | PJ | G  | E | P  | GF | GC | Dif. |
| ---- | --------------------- | ---- | -- | -- | - | -- | -- | -- | ---- |
| 1    | Cuniburo              | 37   | 18 | 12 | 1 | 5  | 25 | 17 | +8   |
| 2    | Independiente Juniors | 30   | 18 | 8  | 6 | 4  | 24 | 12 | +12  |
| 3    | Manta                 | 28   | 18 | 8  | 4 | 6  | 20 | 17 | +3   |
| 4    | Gualaceo              | 26   | 18 | 8  | 2 | 8  | 19 | 22 | −3   |
| 5    | Guayaquil City        | 23   | 18 | 5  | 8 | 5  | 23 | 14 | +9   |
| 6    | 9 de Octubre          | 23   | 18 | 6  | 5 | 7  | 19 | 20 | −1   |
| 7    | Vargas Torres         | 21   | 18 | 4  | 9 | 5  | 16 | 18 | −2   |
| 8    | San Antonio           | 20   | 18 | 4  | 8 | 6  | 15 | 21 | −6   |
| 9    | Leones del Norte      | 18   | 18 | 4  | 6 | 8  | 17 | 23 | −6   |
| 10   | Chacaritas            | 18   | 18 | 5  | 3 | 10 | 14 | 28 | −14  |

 Fuente: LigaPro

#### Segunda etapa
| Pos. | Equipo                | Pts. | PJ | G  | E | P  | GF | GC | Dif. |
| ---- | --------------------- | ---- | -- | -- | - | -- | -- | -- | ---- |
| 1    | Guayaquil City        | 36   | 18 | 10 | 6 | 2  | 28 | 11 | +17  |
| 2    | Cuniburo              | 32   | 18 | 9  | 5 | 4  | 39 | 20 | +19  |
| 3    | Manta                 | 32   | 18 | 9  | 5 | 4  | 25 | 22 | +3   |
| 4    | Independiente Juniors | 27   | 18 | 7  | 6 | 5  | 26 | 18 | +8   |
| 5    | San Antonio           | 24   | 18 | 5  | 9 | 4  | 12 | 11 | +1   |
| 6    | 9 de Octubre          | 24   | 18 | 6  | 6 | 6  | 19 | 20 | −1   |
| 7    | Gualaceo              | 21   | 18 | 5  | 6 | 7  | 10 | 17 | −7   |
| 8    | Leones del Norte      | 19   | 18 | 4  | 7 | 7  | 13 | 15 | −2   |
| 9    | Vargas Torres         | 12   | 18 | 1  | 9 | 8  | 10 | 27 | −17  |
| 10   | Chacaritas            | 10   | 18 | 1  | 7 | 10 | 11 | 32 | −21  |

 Fuente: LigaPro

#### Tabla acumulada
| Pos. | Equipo                | Pts. | PJ | G  | E  | P  | GF | GC | Dif. |  |
| ---- | --------------------- | ---- | -- | -- | -- | -- | -- | -- | ---- |  |
| 1    | Cuniburo (C, A)       | 69   | 36 | 21 | 6  | 9  | 64 | 37 | +27  |  |
| 2    | Manta (A)             | 60   | 36 | 17 | 9  | 10 | 45 | 39 | +6   |  |
| 3    | Guayaquil City        | 59   | 36 | 15 | 14 | 7  | 51 | 25 | +26  |  |
| 4    | Independiente Juniors | 57   | 36 | 15 | 12 | 9  | 50 | 30 | +20  |  |
| 5    | 9 de Octubre          | 47   | 36 | 12 | 11 | 13 | 38 | 40 | −2   |  |
| 6    | Gualaceo              | 47   | 36 | 13 | 8  | 15 | 29 | 39 | −10  |  |
| 7    | San Antonio           | 44   | 36 | 9  | 17 | 10 | 27 | 32 | −5   |  |
| 8    | Leones del Norte      | 37   | 36 | 8  | 13 | 15 | 30 | 38 | −8   |  |
| 9    | Vargas Torres (D)     | 33   | 36 | 5  | 18 | 13 | 26 | 45 | −19  |  |
| 10   | Chacaritas (D)        | 28   | 36 | 6  | 10 | 20 | 25 | 60 | −35  |  |

 Fuente: LigaPro
Notas:
1. 1 2  Los equipos filiales no fueron elegibles para el ascenso.

|  | Ascendidos a la Serie A 2025.            |
|  | Descendidos a la Segunda Categoría 2025. |

Campeón
|                      |
| Cuniburo 1.er título |

### Segunda Categoría
El cuadro final lo disputaron los 32 equipos clasificados de la primera ronda, se emparejaron desde la ronda de dieciseisavos de final. La conformación de las llaves se realizó por parte del Departamento de Competiciones de la FEF el 9 de octubre de 2024.
|  | Dieciseisavos de final             | Dieciseisavos de final | Dieciseisavos de final             | Dieciseisavos de final | Dieciseisavos de final |   |                       | Octavos de final     | Octavos de final     | Octavos de final     | Octavos de final     | Octavos de final     |  |                      | Cuartos de final      | Cuartos de final      | Cuartos de final      | Cuartos de final      | Cuartos de final      |  |                       | Semifinales                      | Semifinales                      | Semifinales                      | Semifinales                      | Semifinales                      |  |                       | Final           | Final           | Final           |  |
|  | 18 al 27 de octubre                | 18 al 27 de octubre    | 18 al 27 de octubre                | 18 al 27 de octubre    | 18 al 27 de octubre    |   |                       | 2 al 13 de noviembre | 2 al 13 de noviembre | 2 al 13 de noviembre | 2 al 13 de noviembre | 2 al 13 de noviembre |  |                      | 15 al 24 de noviembre | 15 al 24 de noviembre | 15 al 24 de noviembre | 15 al 24 de noviembre | 15 al 24 de noviembre |  |                       | 29 de noviembre y 7 de diciembre | 29 de noviembre y 7 de diciembre | 29 de noviembre y 7 de diciembre | 29 de noviembre y 7 de diciembre | 29 de noviembre y 7 de diciembre |  |                       | 15 de diciembre | 15 de diciembre | 15 de diciembre |  |
|  |                                    |                        |                                    |                        |                        |   |                       |                      |                      |                      |                      |                      |  |                      |                       |                       |                       |                       |                       |  |                       |                                  |                                  |                                  |                                  |                                  |  |                       |                 |                 |                 |  |
|  |                                    |                        |                                    |                        |                        |   |                       |                      |                      |                      |                      |                      |  |                      |                       |                       |                       |                       |                       |  |                       |                                  |                                  |                                  |                                  |                                  |  |                       |                 |                 |                 |  |
|  | Bandera de Azuay                   | Aviced                 | 0                                  | 2                      | 2 (5)                  |   |                       |                      |                      |                      |                      |                      |  |                      |                       |                       |                       |                       |                       |  |                       |                                  |                                  |                                  |                                  |                                  |  |                       |                 |                 |                 |  |
|  | Bandera de Azuay                   | Aviced                 | 0                                  | 2                      | 2 (5)                  |   |                       |                      |                      |                      |                      |                      |  |                      |                       |                       |                       |                       |                       |  |                       |                                  |                                  |                                  |                                  |                                  |  |                       |                 |                 |                 |  |
|  | Bandera de Guayas                  | Everest                | 0                                  | 2                      | 2 (4)                  |   |                       |                      |                      |                      |                      |                      |  |                      |                       |                       |                       |                       |                       |  |                       |                                  |                                  |                                  |                                  |                                  |  |                       |                 |                 |                 |  |
|  | Bandera de Guayas                  | Everest                | 0                                  | 2                      | 2 (4)                  |   | Bandera de Azuay      | Aviced               | 0                    | 2                    | 2                    |                      |  |                      |                       |                       |                       |                       |                       |  |                       |                                  |                                  |                                  |                                  |                                  |  |                       |                 |                 |                 |  |
|  |                                    |                        |                                    |                        |                        |   | Bandera de Azuay      | Aviced               | 0                    | 2                    | 2                    |                      |  |                      |                       |                       |                       |                       |                       |  |                       |                                  |                                  |                                  |                                  |                                  |  |                       |                 |                 |                 |  |
|  |                                    |                        | Bandera de Zamora Chinchipe        | Primero de Mayo        | 0                      | 0 | 0                     |                      |                      |                      |                      |                      |  |                      |                       |                       |                       |                       |                       |  |                       |                                  |                                  |                                  |                                  |                                  |  |                       |                 |                 |                 |  |
|  | Bandera de Manabí                  | New Porto              | Bandera de Zamora Chinchipe        | Primero de Mayo        | 0                      | 0 | 0                     | 0                    | 0                    | 0                    |                      |                      |  |                      |                       |                       |                       |                       |                       |  |                       |                                  |                                  |                                  |                                  |                                  |  |                       |                 |                 |                 |  |
|  | Bandera de Manabí                  | New Porto              |                                    |                        |                        |   |                       |                      |                      | 0                    |                      |                      |  |                      |                       |                       |                       |                       |                       |  |                       |                                  |                                  |                                  |                                  |                                  |  |                       |                 |                 |                 |  |
|  | Bandera de Zamora Chinchipe        | Primero de Mayo        | 3                                  | 2                      | 5                      |   |                       |                      |                      |                      |                      |                      |  |                      |                       |                       |                       |                       |                       |  |                       |                                  |                                  |                                  |                                  |                                  |  |                       |                 |                 |                 |  |
|  | Bandera de Zamora Chinchipe        | Primero de Mayo        | 3                                  | 2                      | 5                      |   |                       |                      |                      |                      |                      |                      |  | Bandera de Azuay     | Aviced                | 0                     | 0                     | 0                     |                       |  |                       |                                  |                                  |                                  |                                  |                                  |  |                       |                 |                 |                 |  |
|  |                                    |                        |                                    |                        |                        |   |                       |                      |                      |                      |                      |                      |  | Bandera de Azuay     | Aviced                | 0                     | 0                     | 0                     |                       |  |                       |                                  |                                  |                                  |                                  |                                  |  |                       |                 |                 |                 |  |
|  |                                    |                        | Bandera de Esmeraldas              | 22 de Julio            | 0                      | 1 | 1                     |                      |                      |                      |                      |                      |  |                      |                       |                       |                       |                       |                       |  |                       |                                  |                                  |                                  |                                  |                                  |  |                       |                 |                 |                 |  |
|  | Bandera de Esmeraldas              | 22 de Julio            | Bandera de Esmeraldas              | 22 de Julio            | 0                      | 1 | 1                     | 4                    | 1                    | 5                    |                      |                      |  |                      |                       |                       |                       |                       |                       |  |                       |                                  |                                  |                                  |                                  |                                  |  |                       |                 |                 |                 |  |
|  | Bandera de Esmeraldas              | 22 de Julio            |                                    |                        |                        |   |                       |                      |                      | 5                    |                      |                      |  |                      |                       |                       |                       |                       |                       |  |                       |                                  |                                  |                                  |                                  |                                  |  |                       |                 |                 |                 |  |
|  | Bandera de Los Ríos                | San Camilo             | 0                                  | 3                      | 3                      |   |                       |                      |                      |                      |                      |                      |  |                      |                       |                       |                       |                       |                       |  |                       |                                  |                                  |                                  |                                  |                                  |  |                       |                 |                 |                 |  |
|  | Bandera de Los Ríos                | San Camilo             | 0                                  | 3                      | 3                      |   | Bandera de Esmeraldas | 22 de Julio          | 2                    | 2                    | 4                    |                      |  |                      |                       |                       |                       |                       |                       |  |                       |                                  |                                  |                                  |                                  |                                  |  |                       |                 |                 |                 |  |
|  |                                    |                        |                                    |                        |                        |   | Bandera de Esmeraldas | 22 de Julio          | 2                    | 2                    | 4                    |                      |  |                      |                       |                       |                       |                       |                       |  |                       |                                  |                                  |                                  |                                  |                                  |  |                       |                 |                 |                 |  |
|  |                                    |                        | Bandera de Santa Elena (provincia) | Huancavilca            | 1                      | 0 | 1                     |                      |                      |                      |                      |                      |  |                      |                       |                       |                       |                       |                       |  |                       |                                  |                                  |                                  |                                  |                                  |  |                       |                 |                 |                 |  |
|  | Bandera de Zamora Chinchipe        | Ecuagenera             | Bandera de Santa Elena (provincia) | Huancavilca            | 1                      | 0 | 1                     | 2                    | 2                    | 4 (4)                |                      |                      |  |                      |                       |                       |                       |                       |                       |  |                       |                                  |                                  |                                  |                                  |                                  |  |                       |                 |                 |                 |  |
|  | Bandera de Zamora Chinchipe        | Ecuagenera             |                                    |                        |                        |   |                       |                      |                      | 4 (4)                |                      |                      |  |                      |                       |                       |                       |                       |                       |  |                       |                                  |                                  |                                  |                                  |                                  |  |                       |                 |                 |                 |  |
|  | Bandera de Santa Elena (provincia) | Huancavilca            | 2                                  | 2                      | 4 (5)                  |   |                       |                      |                      |                      |                      |                      |  |                      |                       |                       |                       |                       |                       |  |                       |                                  |                                  |                                  |                                  |                                  |  |                       |                 |                 |                 |  |
|  | Bandera de Santa Elena (provincia) | Huancavilca            | 2                                  | 2                      | 4 (5)                  |   |                       |                      |                      |                      |                      |                      |  |                      |                       |                       |                       |                       |                       |  | Bandera de Esmeraldas | 22 de Julio                      | 0                                | 0                                | 0 (5)                            |                                  |  |                       |                 |                 |                 |  |
|  |                                    |                        |                                    |                        |                        |   |                       |                      |                      |                      |                      |                      |  |                      |                       |                       |                       |                       |                       |  | Bandera de Esmeraldas | 22 de Julio                      | 0                                | 0                                | 0 (5)                            |                                  |  |                       |                 |                 |                 |  |
|  |                                    |                        | Bandera de Manabí                  | Liga de Portoviejo     | 0                      | 0 | 0 (3)                 |                      |                      |                      |                      |                      |  |                      |                       |                       |                       |                       |                       |  |                       |                                  |                                  |                                  |                                  |                                  |  |                       |                 |                 |                 |  |
|  | Bandera de El Oro                  | Huaquillas             | Bandera de Manabí                  | Liga de Portoviejo     | 0                      | 0 | 0 (3)                 | 1                    | 1                    | 2                    |                      |                      |  |                      |                       |                       |                       |                       |                       |  |                       |                                  |                                  |                                  |                                  |                                  |  |                       |                 |                 |                 |  |
|  | Bandera de El Oro                  | Huaquillas             |                                    |                        |                        |   |                       |                      |                      | 2                    |                      |                      |  |                      |                       |                       |                       |                       |                       |  |                       |                                  |                                  |                                  |                                  |                                  |  |                       |                 |                 |                 |  |
|  | Bandera de Guayas                  | Naranja Mekánica       | 5                                  | 1                      | 6                      |   |                       |                      |                      |                      |                      |                      |  |                      |                       |                       |                       |                       |                       |  |                       |                                  |                                  |                                  |                                  |                                  |  |                       |                 |                 |                 |  |
|  | Bandera de Guayas                  | Naranja Mekánica       | 5                                  | 1                      | 6                      |   | Bandera de Guayas     | Naranja Mekánica     | 0                    | 1                    | 1                    |                      |  |                      |                       |                       |                       |                       |                       |  |                       |                                  |                                  |                                  |                                  |                                  |  |                       |                 |                 |                 |  |
|  |                                    |                        |                                    |                        |                        |   | Bandera de Guayas     | Naranja Mekánica     | 0                    | 1                    | 1                    |                      |  |                      |                       |                       |                       |                       |                       |  |                       |                                  |                                  |                                  |                                  |                                  |  |                       |                 |                 |                 |  |
|  |                                    |                        | Bandera de Manabí                  | Liga de Portoviejo     | 2                      | 1 | 3                     |                      |                      |                      |                      |                      |  |                      |                       |                       |                       |                       |                       |  |                       |                                  |                                  |                                  |                                  |                                  |  |                       |                 |                 |                 |  |
|  | Bandera de Chimborazo              | Daquilema              | Bandera de Manabí                  | Liga de Portoviejo     | 2                      | 1 | 3                     | 0                    | 1                    | 1                    |                      |                      |  |                      |                       |                       |                       |                       |                       |  |                       |                                  |                                  |                                  |                                  |                                  |  |                       |                 |                 |                 |  |
|  | Bandera de Chimborazo              | Daquilema              |                                    |                        |                        |   |                       |                      |                      | 1                    |                      |                      |  |                      |                       |                       |                       |                       |                       |  |                       |                                  |                                  |                                  |                                  |                                  |  |                       |                 |                 |                 |  |
|  | Bandera de Manabí                  | Liga de Portoviejo     | 1                                  | 1                      | 2                      |   |                       |                      |                      |                      |                      |                      |  |                      |                       |                       |                       |                       |                       |  |                       |                                  |                                  |                                  |                                  |                                  |  |                       |                 |                 |                 |  |
|  | Bandera de Manabí                  | Liga de Portoviejo     | 1                                  | 1                      | 2                      |   |                       |                      |                      |                      |                      |                      |  | Bandera de Manabí    | Liga de Portoviejo    | 1                     | 2                     | 3                     |                       |  |                       |                                  |                                  |                                  |                                  |                                  |  |                       |                 |                 |                 |  |
|  |                                    |                        |                                    |                        |                        |   |                       |                      |                      |                      |                      |                      |  | Bandera de Manabí    | Liga de Portoviejo    | 1                     | 2                     | 3                     |                       |  |                       |                                  |                                  |                                  |                                  |                                  |  |                       |                 |                 |                 |  |
|  |                                    |                        | Bandera de Pichincha               | Deportivo Quito        | 0                      | 0 | 0                     |                      |                      |                      |                      |                      |  |                      |                       |                       |                       |                       |                       |  |                       |                                  |                                  |                                  |                                  |                                  |  |                       |                 |                 |                 |  |
|  | Bandera de Pichincha               | Deportivo Quito        | Bandera de Pichincha               | Deportivo Quito        | 0                      | 0 | 0                     | 1                    | 0                    | 1 (3)                |                      |                      |  |                      |                       |                       |                       |                       |                       |  |                       |                                  |                                  |                                  |                                  |                                  |  |                       |                 |                 |                 |  |
|  | Bandera de Pichincha               | Deportivo Quito        |                                    |                        |                        |   |                       |                      |                      | 1 (3)                |                      |                      |  |                      |                       |                       |                       |                       |                       |  |                       |                                  |                                  |                                  |                                  |                                  |  |                       |                 |                 |                 |  |
|  | Bandera de El Oro                  | Cantera Orense         | 1                                  | 0                      | 1 (2)                  |   |                       |                      |                      |                      |                      |                      |  |                      |                       |                       |                       |                       |                       |  |                       |                                  |                                  |                                  |                                  |                                  |  |                       |                 |                 |                 |  |
|  | Bandera de El Oro                  | Cantera Orense         | 1                                  | 0                      | 1 (2)                  |   | Bandera de Pichincha  | Deportivo Quito      | 1                    | 3                    | 4                    |                      |  |                      |                       |                       |                       |                       |                       |  |                       |                                  |                                  |                                  |                                  |                                  |  |                       |                 |                 |                 |  |
|  |                                    |                        |                                    |                        |                        |   | Bandera de Pichincha  | Deportivo Quito      | 1                    | 3                    | 4                    |                      |  |                      |                       |                       |                       |                       |                       |  |                       |                                  |                                  |                                  |                                  |                                  |  |                       |                 |                 |                 |  |
|  |                                    |                        | Bandera de Guayas                  | Toreros                | 1                      | 0 | 1                     |                      |                      |                      |                      |                      |  |                      |                       |                       |                       |                       |                       |  |                       |                                  |                                  |                                  |                                  |                                  |  |                       |                 |                 |                 |  |
|  | Bandera de Santa Elena (provincia) | Santa Elena Sumpa      | Bandera de Guayas                  | Toreros                | 1                      | 0 | 1                     | 1                    | 1                    | 2                    |                      |                      |  |                      |                       |                       |                       |                       |                       |  |                       |                                  |                                  |                                  |                                  |                                  |  |                       |                 |                 |                 |  |
|  | Bandera de Santa Elena (provincia) | Santa Elena Sumpa      |                                    |                        |                        |   |                       |                      |                      | 2                    |                      |                      |  |                      |                       |                       |                       |                       |                       |  |                       |                                  |                                  |                                  |                                  |                                  |  |                       |                 |                 |                 |  |
|  | Bandera de Guayas                  | Toreros                | 2                                  | 2                      | 4                      |   |                       |                      |                      |                      |                      |                      |  |                      |                       |                       |                       |                       |                       |  |                       |                                  |                                  |                                  |                                  |                                  |  |                       |                 |                 |                 |  |
|  | Bandera de Guayas                  | Toreros                | 2                                  | 2                      | 4                      |   |                       |                      |                      |                      |                      |                      |  |                      |                       |                       |                       |                       |                       |  |                       |                                  |                                  |                                  |                                  |                                  |  | Bandera de Esmeraldas | 22 de Julio     | 2               |                 |  |
|  |                                    |                        |                                    |                        |                        |   |                       |                      |                      |                      |                      |                      |  |                      |                       |                       |                       |                       |                       |  |                       |                                  |                                  |                                  |                                  |                                  |  | Bandera de Esmeraldas | 22 de Julio     | 2               |                 |  |
|  |                                    |                        | Bandera de Pichincha               | Atlético Vinotinto     | 1                      |   |                       |                      |                      |                      |                      |                      |  |                      |                       |                       |                       |                       |                       |  |                       |                                  |                                  |                                  |                                  |                                  |  |                       |                 |                 |                 |  |
|  | Bandera de Azuay                   | Cuenca Juniors         | Bandera de Pichincha               | Atlético Vinotinto     | 1                      | 1 | 0                     | 1                    |                      |                      |                      |                      |  |                      |                       |                       |                       |                       |                       |  |                       |                                  |                                  |                                  |                                  |                                  |  |                       |                 |                 |                 |  |
|  | Bandera de Azuay                   | Cuenca Juniors         |                                    |                        |                        |   |                       |                      |                      |                      |                      |                      |  |                      |                       |                       |                       |                       |                       |  |                       |                                  |                                  |                                  |                                  |                                  |  |                       |                 |                 |                 |  |
|  | Bandera de Bolívar                 | Guaranda               | 0                                  | 0                      | 0                      |   |                       |                      |                      |                      |                      |                      |  |                      |                       |                       |                       |                       |                       |  |                       |                                  |                                  |                                  |                                  |                                  |  |                       |                 |                 |                 |  |
|  | Bandera de Bolívar                 | Guaranda               | 0                                  | 0                      | 0                      |   | Bandera de Azuay      | Cuenca Juniors       | 1                    | 0                    | 1                    |                      |  |                      |                       |                       |                       |                       |                       |  |                       |                                  |                                  |                                  |                                  |                                  |  |                       |                 |                 |                 |  |
|  |                                    |                        |                                    |                        |                        |   | Bandera de Azuay      | Cuenca Juniors       | 1                    | 0                    | 1                    |                      |  |                      |                       |                       |                       |                       |                       |  |                       |                                  |                                  |                                  |                                  |                                  |  |                       |                 |                 |                 |  |
|  |                                    |                        | Bandera de Cañar                   | La Troncal             | 0                      | 0 | 0                     |                      |                      |                      |                      |                      |  |                      |                       |                       |                       |                       |                       |  |                       |                                  |                                  |                                  |                                  |                                  |  |                       |                 |                 |                 |  |
|  | Bandera de Cañar                   | La Troncal             | Bandera de Cañar                   | La Troncal             | 0                      | 0 | 0                     | 2                    | 2                    | 4 (10)               |                      |                      |  |                      |                       |                       |                       |                       |                       |  |                       |                                  |                                  |                                  |                                  |                                  |  |                       |                 |                 |                 |  |
|  | Bandera de Cañar                   | La Troncal             |                                    |                        |                        |   |                       |                      |                      | 4 (10)               |                      |                      |  |                      |                       |                       |                       |                       |                       |  |                       |                                  |                                  |                                  |                                  |                                  |  |                       |                 |                 |                 |  |
|  | Bandera de Manabí                  | Juventud Italiana      | 3                                  | 1                      | 4 (9)                  |   |                       |                      |                      |                      |                      |                      |  |                      |                       |                       |                       |                       |                       |  |                       |                                  |                                  |                                  |                                  |                                  |  |                       |                 |                 |                 |  |
|  | Bandera de Manabí                  | Juventud Italiana      | 3                                  | 1                      | 4 (9)                  |   |                       |                      |                      |                      |                      |                      |  | Bandera de Azuay     | Cuenca Juniors        | 0                     | 0                     | 0                     |                       |  |                       |                                  |                                  |                                  |                                  |                                  |  |                       |                 |                 |                 |  |
|  |                                    |                        |                                    |                        |                        |   |                       |                      |                      |                      |                      |                      |  | Bandera de Azuay     | Cuenca Juniors        | 0                     | 0                     | 0                     |                       |  |                       |                                  |                                  |                                  |                                  |                                  |  |                       |                 |                 |                 |  |
|  |                                    |                        | Bandera de Cotopaxi                | La Unión               | 1                      | 0 | 1                     |                      |                      |                      |                      |                      |  |                      |                       |                       |                       |                       |                       |  |                       |                                  |                                  |                                  |                                  |                                  |  |                       |                 |                 |                 |  |
|  | Bandera de Guayas                  | Patria                 | Bandera de Cotopaxi                | La Unión               | 1                      | 0 | 1                     | 0                    | 0                    | 0                    |                      |                      |  |                      |                       |                       |                       |                       |                       |  |                       |                                  |                                  |                                  |                                  |                                  |  |                       |                 |                 |                 |  |
|  | Bandera de Guayas                  | Patria                 |                                    |                        |                        |   |                       |                      |                      | 0                    |                      |                      |  |                      |                       |                       |                       |                       |                       |  |                       |                                  |                                  |                                  |                                  |                                  |  |                       |                 |                 |                 |  |
|  | Bandera de Manabí                  | 11 de Mayo             | 3                                  | 3                      | 6                      |   |                       |                      |                      |                      |                      |                      |  |                      |                       |                       |                       |                       |                       |  |                       |                                  |                                  |                                  |                                  |                                  |  |                       |                 |                 |                 |  |
|  | Bandera de Manabí                  | 11 de Mayo             | 3                                  | 3                      | 6                      |   | Bandera de Manabí     | 11 de Mayo           | 0                    | 0                    | 0 (3)                |                      |  |                      |                       |                       |                       |                       |                       |  |                       |                                  |                                  |                                  |                                  |                                  |  |                       |                 |                 |                 |  |
|  |                                    |                        |                                    |                        |                        |   | Bandera de Manabí     | 11 de Mayo           | 0                    | 0                    | 0 (3)                |                      |  |                      |                       |                       |                       |                       |                       |  |                       |                                  |                                  |                                  |                                  |                                  |  |                       |                 |                 |                 |  |
|  |                                    |                        | Bandera de Cotopaxi                | La Unión               | 0                      | 0 | 0 (5)                 |                      |                      |                      |                      |                      |  |                      |                       |                       |                       |                       |                       |  |                       |                                  |                                  |                                  |                                  |                                  |  |                       |                 |                 |                 |  |
|  | Bandera de Santa Elena (provincia) | Luz Valdivia           | Bandera de Cotopaxi                | La Unión               | 0                      | 0 | 0 (5)                 | 0                    | 1                    | 1                    |                      |                      |  |                      |                       |                       |                       |                       |                       |  |                       |                                  |                                  |                                  |                                  |                                  |  |                       |                 |                 |                 |  |
|  | Bandera de Santa Elena (provincia) | Luz Valdivia           |                                    |                        |                        |   |                       |                      |                      | 1                    |                      |                      |  |                      |                       |                       |                       |                       |                       |  |                       |                                  |                                  |                                  |                                  |                                  |  |                       |                 |                 |                 |  |
|  | Bandera de Cotopaxi                | La Unión               | 5                                  | 1                      | 6                      |   |                       |                      |                      |                      |                      |                      |  |                      |                       |                       |                       |                       |                       |  |                       |                                  |                                  |                                  |                                  |                                  |  |                       |                 |                 |                 |  |
|  | Bandera de Cotopaxi                | La Unión               | 5                                  | 1                      | 6                      |   |                       |                      |                      |                      |                      |                      |  |                      |                       |                       |                       |                       |                       |  | Bandera de Cotopaxi   | La Unión                         | 2                                | 2                                | 4 (4)                            |                                  |  |                       |                 |                 |                 |  |
|  |                                    |                        |                                    |                        |                        |   |                       |                      |                      |                      |                      |                      |  |                      |                       |                       |                       |                       |                       |  | Bandera de Cotopaxi   | La Unión                         | 2                                | 2                                | 4 (4)                            |                                  |  |                       |                 |                 |                 |  |
|  |                                    |                        | Bandera de Pichincha               | Atlético Vinotinto     | 2                      | 2 | 4 (5)                 |                      |                      |                      |                      |                      |  |                      |                       |                       |                       |                       |                       |  |                       |                                  |                                  |                                  |                                  |                                  |  |                       |                 |                 |                 |  |
|  | Bandera de Los Ríos                | Deportivo Quevedo      | Bandera de Pichincha               | Atlético Vinotinto     | 2                      | 2 | 4 (5)                 | 0                    | 1                    | 1                    |                      |                      |  |                      |                       |                       |                       |                       |                       |  |                       |                                  |                                  |                                  |                                  |                                  |  |                       |                 |                 |                 |  |
|  | Bandera de Los Ríos                | Deportivo Quevedo      |                                    |                        |                        |   |                       |                      |                      | 1                    |                      |                      |  |                      |                       |                       |                       |                       |                       |  |                       |                                  |                                  |                                  |                                  |                                  |  |                       |                 |                 |                 |  |
|  | Bandera de Manabí                  | Jipijapa               | 0                                  | 0                      | 0                      |   |                       |                      |                      |                      |                      |                      |  |                      |                       |                       |                       |                       |                       |  |                       |                                  |                                  |                                  |                                  |                                  |  |                       |                 |                 |                 |  |
|  | Bandera de Manabí                  | Jipijapa               | 0                                  | 0                      | 0                      |   | Bandera de Los Ríos   | Deportivo Quevedo    | 0                    | 1                    | 1                    |                      |  |                      |                       |                       |                       |                       |                       |  |                       |                                  |                                  |                                  |                                  |                                  |  |                       |                 |                 |                 |  |
|  |                                    |                        |                                    |                        |                        |   | Bandera de Los Ríos   | Deportivo Quevedo    | 0                    | 1                    | 1                    |                      |  |                      |                       |                       |                       |                       |                       |  |                       |                                  |                                  |                                  |                                  |                                  |  |                       |                 |                 |                 |  |
|  |                                    |                        | Bandera de Pichincha               | Atlético Vinotinto     | 2                      | 0 | 2                     |                      |                      |                      |                      |                      |  |                      |                       |                       |                       |                       |                       |  |                       |                                  |                                  |                                  |                                  |                                  |  |                       |                 |                 |                 |  |
|  | Bandera de Chimborazo              | Olmedo                 | Bandera de Pichincha               | Atlético Vinotinto     | 2                      | 0 | 2                     | 1                    | 0                    | 1 (2)                |                      |                      |  |                      |                       |                       |                       |                       |                       |  |                       |                                  |                                  |                                  |                                  |                                  |  |                       |                 |                 |                 |  |
|  | Bandera de Chimborazo              | Olmedo                 |                                    |                        |                        |   |                       |                      |                      | 1 (2)                |                      |                      |  |                      |                       |                       |                       |                       |                       |  |                       |                                  |                                  |                                  |                                  |                                  |  |                       |                 |                 |                 |  |
|  | Bandera de Pichincha               | Atlético Vinotinto     | 1                                  | 0                      | 1 (4)                  |   |                       |                      |                      |                      |                      |                      |  |                      |                       |                       |                       |                       |                       |  |                       |                                  |                                  |                                  |                                  |                                  |  |                       |                 |                 |                 |  |
|  | Bandera de Pichincha               | Atlético Vinotinto     | 1                                  | 0                      | 1 (4)                  |   |                       |                      |                      |                      |                      |                      |  | Bandera de Pichincha | Atlético Vinotinto    | 1                     | 2                     | 3                     |                       |  |                       |                                  |                                  |                                  |                                  |                                  |  |                       |                 |                 |                 |  |
|  |                                    |                        |                                    |                        |                        |   |                       |                      |                      |                      |                      |                      |  | Bandera de Pichincha | Atlético Vinotinto    | 1                     | 2                     | 3                     |                       |  |                       |                                  |                                  |                                  |                                  |                                  |  |                       |                 |                 |                 |  |
|  |                                    |                        | Bandera de Manabí                  | La Paz                 | 0                      | 1 | 1                     |                      |                      |                      |                      |                      |  |                      |                       |                       |                       |                       |                       |  |                       |                                  |                                  |                                  |                                  |                                  |  |                       |                 |                 |                 |  |
|  | Bandera de Bolívar                 | Mineros                | Bandera de Manabí                  | La Paz                 | 0                      | 1 | 1                     | 2                    | 2                    | 4                    |                      |                      |  |                      |                       |                       |                       |                       |                       |  |                       |                                  |                                  |                                  |                                  |                                  |  |                       |                 |                 |                 |  |
|  | Bandera de Bolívar                 | Mineros                |                                    |                        |                        |   |                       |                      |                      | 4                    |                      |                      |  |                      |                       |                       |                       |                       |                       |  |                       |                                  |                                  |                                  |                                  |                                  |  |                       |                 |                 |                 |  |
|  | Bandera de Pichincha               | Miguel Iturralde       | 0                                  | 1                      | 1                      |   |                       |                      |                      |                      |                      |                      |  |                      |                       |                       |                       |                       |                       |  |                       |                                  |                                  |                                  |                                  |                                  |  |                       |                 |                 |                 |  |
|  | Bandera de Pichincha               | Miguel Iturralde       | 0                                  | 1                      | 1                      |   | Bandera de Bolívar    | Mineros              | 1                    | 1                    | 2                    |                      |  |                      |                       |                       |                       |                       |                       |  |                       |                                  |                                  |                                  |                                  |                                  |  |                       |                 |                 |                 |  |
|  |                                    |                        |                                    |                        |                        |   | Bandera de Bolívar    | Mineros              | 1                    | 1                    | 2                    |                      |  |                      |                       |                       |                       |                       |                       |  |                       |                                  |                                  |                                  |                                  |                                  |  |                       |                 |                 |                 |  |
|  |                                    |                        | Bandera de Manabí                  | La Paz                 | 2                      | 1 | 3                     |                      |                      |                      |                      |                      |  |                      |                       |                       |                       |                       |                       |  |                       |                                  |                                  |                                  |                                  |                                  |  |                       |                 |                 |                 |  |
|  | Bandera de Manabí                  | La Paz                 | Bandera de Manabí                  | La Paz                 | 2                      | 1 | 3                     | 0                    | 2                    | 2                    |                      |                      |  |                      |                       |                       |                       |                       |                       |  |                       |                                  |                                  |                                  |                                  |                                  |  |                       |                 |                 |                 |  |
|  | Bandera de Manabí                  | La Paz                 |                                    |                        |                        |   |                       |                      |                      | 2                    |                      |                      |  |                      |                       |                       |                       |                       |                       |  |                       |                                  |                                  |                                  |                                  |                                  |  |                       |                 |                 |                 |  |
|  | Bandera de Guayas                  | Atlético JBG           | 0                                  | 0                      | 0                      |   |                       |                      |                      |                      |                      |                      |  |                      |                       |                       |                       |                       |                       |  |                       |                                  |                                  |                                  |                                  |                                  |  |                       |                 |                 |                 |  |
|  | Bandera de Guayas                  | Atlético JBG           | 0                                  | 0                      | 0                      |   |                       |                      |                      |                      |                      |                      |  |                      |                       |                       |                       |                       |                       |  |                       |                                  |                                  |                                  |                                  |                                  |  |                       |                 |                 |                 |  |
|  |                                    |                        |                                    |                        |                        |   |                       |                      |                      |                      |                      |                      |  |                      |                       |                       |                       |                       |                       |  |                       |                                  |                                  |                                  |                                  |                                  |  |                       |                 |                 |                 |  |

- Nota: El equipo ubicado en la primera línea de cada llave es el que ejerció la localía en el partido de vuelta, la final se jugó a partido único en cancha neutral.

Campeón
| Bandera de Esmeraldas                                |
| 22 de Julio 1.er título Ascendió a la Serie B        |
| También ascendió Atlético Vinotinto como subcampeón. |

## Selecciones nacionales femeninas

### Campeonato Sudamericano Femenino Sub-20
Fase de grupos
| Selección | Pts | PJ | PG | PE | PP | GF | GC | Dif |
| --------- | --- | -- | -- | -- | -- | -- | -- | --- |
| Paraguay  | 10  | 4  | 3  | 1  | 0  | 5  | 2  | 3   |
| Perú      | 7   | 4  | 2  | 1  | 1  | 6  | 4  | 2   |
| Argentina | 6   | 4  | 1  | 3  | 0  | 3  | 2  | 1   |
| Ecuador   | 4   | 4  | 1  | 1  | 2  | 3  | 5  | −2  |
| Uruguay   | 0   | 4  | 0  | 0  | 4  | 3  | 7  | −4  |

| 11 de abril | Ecuador | 0:1 (0:0) | Paraguay   | Estadio Modelo Alberto Spencer, Guayaquil |                          |
| 18:30       |         | Reporte   | Varela 74' | Árbitro(s): Deborah Cruz                  | Árbitro(s): Deborah Cruz |

| 13 de abril | Perú                    | 2:0 (1:0) | Ecuador | Estadio Modelo Alberto Spencer, Guayaquil |                                |
| 18:30       | Ruíz 27' · Espinoza 82' | Reporte   |         | Árbitro(s): Alejandra Quisbert            | Árbitro(s): Alejandra Quisbert |

| 17 de abril | Argentina  | 1:1 (1:0) | Ecuador    | Estadio Modelo Alberto Spencer, Guayaquil |                         |
| 18:30       | Romero 19' | Reporte   | Macías 62' | Árbitro(s): Jenny Arias                   | Árbitro(s): Jenny Arias |

| 19 de abril | Ecuador                   | 2:1 (1:0) | Uruguay     | Estadio Modelo Alberto Spencer, Guayaquil |                             |
| 18:30       | Rodríguez 10', 70' (pen.) | Reporte   | Pereira 60' | Árbitro(s): Stefani Escobar               | Árbitro(s): Stefani Escobar |

### Campeonato Sudamericano Femenino Sub-17
Fase de grupos
| Equipo   | Pts. | PJ | PG | PE | PP | GF | GC | Dif. |
| -------- | ---- | -- | -- | -- | -- | -- | -- | ---- |
| Paraguay | 10   | 4  | 3  | 1  | 0  | 12 | 3  | +9   |
| Ecuador  | 7    | 4  | 2  | 1  | 1  | 11 | 7  | +4   |
| Uruguay  | 6    | 4  | 2  | 0  | 2  | 6  | 9  | –3   |
| Chile    | 6    | 4  | 2  | 0  | 2  | 11 | 4  | +7   |
| Bolivia  | 0    | 4  | 0  | 0  | 4  | 1  | 18 | –17  |

| 13 de marzo   | Bolivia | 0:4 (0:2) | Ecuador                                            | Estadio CARFEM, Ypané    |                          |
| 18:00 (GMT-3) |         | Reporte   | Merino 20' (a.g.) · Guerra 25', 46' · Arboleda 57' | Árbitro(s): María Herrán | Árbitro(s): María Herrán |

| 17 de marzo   | Chile                                                         | 5:1 (2:0) | Ecuador  | Estadio CARFEM, Ypané      |                            |
| 18:00 (GMT-3) | Cabezas 35', 44' · Millones 72' · Martínez 76' · Figueroa 82' | Reporte   | Pico 57' | Árbitro(s): Rejane Caetano | Árbitro(s): Rejane Caetano |

| 19 de marzo   | Ecuador                    | 2:2 (0:1) | Paraguay                  | Estadio CARFEM, Ypané        |                              |
| 20:30 (GMT-3) | Alcívar 82' · Arboleda 88' | Reporte   | Benítez 20' · Bareiro 70' | Árbitro(s): Gabriela Coronel | Árbitro(s): Gabriela Coronel |

| 21 de marzo   | Ecuador                                           | 4:0 (2:0) | Uruguay | Estadio Arsenio Erico, Asunción |                              |
| 20:30 (GMT-3) | Chiuchiolo 37', 42' · Arboleda 54' · Guerra 90+3' | Reporte   |         | Árbitro(s): Priscila Vásquez    | Árbitro(s): Priscila Vásquez |

Cuadrangular final
| Equipo   | Pts. | PJ | PG | PE | PP | GF | GC | Dif |
| -------- | ---- | -- | -- | -- | -- | -- | -- | --- |
| Brasil   | 7    | 3  | 2  | 1  | 0  | 11 | 3  | +8  |
| Colombia | 5    | 3  | 1  | 2  | 0  | 6  | 4  | +2  |
| Ecuador  | 3    | 3  | 1  | 0  | 2  | 3  | 8  | –5  |
| Paraguay | 1    | 3  | 0  | 1  | 2  | 1  | 6  | –5  |

|  | Clasificado para la Copa Mundial Femenina de Fútbol Sub-17 de 2024. |

| 25 de marzo   | Brasil                                                   | 4:0 (1:0) | Ecuador | Estadio CARFEM, Ypané        |                              |
| 17:00 (GMT-4) | Giovanna Waksman 19', 72' (pen.), 90+3' · Francine 90+4' | Reporte   |         | Árbitro(s): Milagros Arruela | Árbitro(s): Milagros Arruela |

| 28 de marzo   | Ecuador     | 1:0 (1:0) | Paraguay | Estadio CARFEM, Ypané         |                               |
| 19:30 (GMT-4) | Arboleda 7' | Reporte   |          | Árbitro(s): Silvia Gasperotti | Árbitro(s): Silvia Gasperotti |

| 31 de marzo   | Colombia                                            | 4:2 (1:1) | Ecuador         | Estadio CARFEM, Ypané       |                             |
| 17:00 (GMT-4) | Martínez 1' · Rodríguez 71' · López 73' · Rojas 76' | Reporte   | Delgado 3', 60' | Árbitro(s): Anahí Fernández | Árbitro(s): Anahí Fernández |

### Copa Mundial Femenina de Fútbol Sub-17

#### Fase de grupos
| Equipo               | Pts. | PJ | PG | PE | PP | GF | GC | Dif. |
| -------------------- | ---- | -- | -- | -- | -- | -- | -- | ---- |
| Nigeria              | 9    | 3  | 3  | 0  | 0  | 9  | 1  | 8    |
| Ecuador              | 6    | 3  | 2  | 0  | 1  | 6  | 4  | 2    |
| República Dominicana | 1    | 3  | 0  | 1  | 2  | 1  | 4  | –3   |
| Nueva Zelanda        | 1    | 3  | 0  | 1  | 2  | 2  | 9  | –7   |

| 16 de octubre                                                       | República Dominicana | 0:2 (0:2) | Ecuador           | Estadio Cibao FC, Santiago de los Caballeros         |                                                      |
| 19:00                                                               |                      | Reporte   | Valverde 14', 29' | Asistencia: 3006 espectadores Árbitra: Abigail Byrne | Asistencia: 3006 espectadores Árbitra: Abigail Byrne |
| Primera victoria de Ecuador en un mundial femenino de la categoría. |                      |           |                   |                                                      |                                                      |

| 19 de octubre | Nigeria                                             | 4:0 (1:0) | Ecuador | Estadio Cibao FC, Santiago de los Caballeros         |                                                      |
| 16:00         | Moshood 28' (pen.), 90+6' · Chidi 54' · Effiong 66' | Reporte   |         | Asistencia: 787 espectadores Árbitra: Frida Klarlund | Asistencia: 787 espectadores Árbitra: Frida Klarlund |

| 22 de octubre                                                                               | Ecuador                                        | 4:0 (2:0) | Nueva Zelanda | Estadio Cibao FC, Santiago de los Caballeros     |                                                  |
| 19:00                                                                                       | Arboleda 41' · Chiuchiolo 43', 49' · Morán 79' | Reporte   |               | Asistencia: 1248 espectadores Árbitra: Lê Thị Ly | Asistencia: 1248 espectadores Árbitra: Lê Thị Ly |
| Primera clasificación a cuartos de final de Ecuador en un mundial femenino de la categoría. |                                                |           |               |                                                  |                                                  |

Segunda fase
|  | Cuartos de final | Cuartos de final |                      |       | Semifinales  | Semifinales  |  |  | Final | Final |
|  |                  |                  |                      |       |              |              |  |  |       |       |
|  |                  |                  |                      |       |              |              |  |  |       |       |
|  |                  |                  |                      |       |              |              |  |  |       |       |
|  | Nigeria          | 0                |                      |       |              |              |  |  |       |       |
|  | Nigeria          | 0                |                      |       |              |              |  |  |       |       |
|  | Estados Unidos   | 2                |                      |       |              |              |  |  |       |       |
|  | Estados Unidos   | 2                | Estados Unidos       | 0     |              |              |  |  |       |       |
|  |                  |                  | Estados Unidos       | 0     |              |              |  |  |       |       |
|  |                  | Corea del Norte  | 1                    |       |              |              |  |  |       |       |
|  | Corea del Norte  | Corea del Norte  | 1                    | 1     |              |              |  |  |       |       |
|  | Corea del Norte  |                  |                      | 1     |              |              |  |  |       |       |
|  | Polonia          | 0                |                      |       |              |              |  |  |       |       |
|  | Polonia          | 0                | Corea del Norte (p.) | 1 (4) |              |              |  |  |       |       |
|  |                  |                  | Corea del Norte (p.) | 1 (4) |              |              |  |  |       |       |
|  |                  | España           | 1 (3)                |       |              |              |  |  |       |       |
|  | España           | España           | 1 (3)                | 5     |              |              |  |  |       |       |
|  | España           |                  |                      | 5     |              |              |  |  |       |       |
|  | Ecuador          | 0                |                      |       |              |              |  |  |       |       |
|  | Ecuador          | 0                | España               | 3     |              |              |  |  |       |       |
|  |                  |                  | España               | 3     |              |              |  |  |       |       |
|  |                  | Inglaterra       | 0                    |       | Tercer lugar | Tercer lugar |  |  |       |       |
|  | Japón            | Inglaterra       | 0                    | 2 (1) | Tercer lugar | Tercer lugar |  |  |       |       |
|  | Japón            |                  |                      | 2 (1) |              |              |  |  |       |       |
|  | Inglaterra (p.)  | 2 (4)            |                      |       |              |              |  |  |       |       |
|  | Inglaterra (p.)  | 2 (4)            | Estados Unidos       | 3     |              |              |  |  |       |       |
|  |                  |                  |                      |       |              |              |  |  |       |       |
|  | Inglaterra       | 0                |                      |       |              |              |  |  |       |       |
|  | Inglaterra       | 0                |                      |       |              |              |  |  |       |       |

#### Cuartos de final
| 27 de octubre | España                                         | 5:0 (2:0) | Ecuador | Estadio Félix Sánchez, Santo Domingo                    |                                                         |
| 15:30         | Comendador 35', 39', 46' · Segura 90+4', 90+8' | Reporte   |         | Asistencia: 3529 espectadores Árbitra: Jelena Cvetković | Asistencia: 3529 espectadores Árbitra: Jelena Cvetković |

## Torneos femeninos de la Conmebol

### Copa Conmebol Libertadores Femenina

#### Fase de grupos
| Equipo                  | Pts. | PJ | PG | PE | PP | GF | GC | Dif. |
| ----------------------- | ---- | -- | -- | -- | -- | -- | -- | ---- |
| Santa Fe                | 5    | 3  | 1  | 2  | 0  | 2  | 1  | 1    |
| Independiente del Valle | 4    | 3  | 1  | 1  | 1  | 3  | 2  | 1    |
| Ferroviária             | 3    | 3  | 0  | 3  | 0  | 4  | 4  | 0    |
| Peñarol                 | 2    | 3  | 0  | 2  | 1  | 2  | 4  | -2   |

| 4 de octubre | Ferroviária         | 1:1 (0:0) | Independiente del Valle | Estadio Arsenio Erico, Asunción |                         |
| 17:30        | Zambrano 55' (a.g.) | Reporte   | Zambrano 78'            | Árbitra: Adriana Farfán         | Árbitra: Adriana Farfán |

| 7 de octubre | Independiente del Valle | 0:1 (0:1) | Santa Fe     | Estadio Arsenio Erico, Asunción |                             |
| 20:00        |                         | Reporte   | Zamorano 24' | Árbitra: Roberta Echeverría     | Árbitra: Roberta Echeverría |

| 10 de octubre | Independiente del Valle   | 2:0 (0:0) | Peñarol | CARFEM, Ypané            |                          |
| 17:30         | Litardo 51' · Bolaños 53' | Reporte   |         | Árbitra: Stefani Escobar | Árbitra: Stefani Escobar |

#### Cuartos de final
| 13 de octubre | Deportivo Cali | 0:3 (0:2) | Independiente del Valle      | Estadio Arsenio Erico, Asunción |                       |
| 20:00         |                | Reporte   | Bolaños 26', 29', 74' (pen.) | Árbitra: Nadia Fuques           | Árbitra: Nadia Fuques |

#### Semifinales
| 16 de octubre | Santa Fe                           | 1:1 (1:1) (4:2 p.)         | Independiente del Valle             | Estadio CONMEBOL, Luque |                         |
| 17:00         | Reyes 29'                          | Reporte                    | Roldán 2'                           | Árbitra: Zulma Quiñónez | Árbitra: Zulma Quiñónez |
|               |                                    | Tiros desde el punto penal |                                     |                         |                         |
|               | Reyes · Motta · Gaitán · Hernández |                            | Bolaños · Zambrano · Páez · Riveros |                         |                         |

#### Tercer lugar
| 19 de octubre | Boca Juniors               | 2:0 (2:0) | Independiente del Valle | Estadio CONMEBOL, Luque  |                          |
| 15:45         | Núñez 14' · Preininger 24' | Reporte   |                         | Árbitra: Stefani Escobar | Árbitra: Stefani Escobar |

## Torneos nacionales femeninos

### Súperliga Femenina

#### Primera etapa
Grupo A
| Pos. | Equipo           | Pts. | PJ | G | E | P  | GF | GC | Dif. |  |
| ---- | ---------------- | ---- | -- | - | - | -- | -- | -- | ---- |  |
| 1    | Liga de Quito    | 29   | 12 | 9 | 2 | 1  | 45 | 10 | +35  |  |
| 2    | Barcelona        | 29   | 12 | 9 | 2 | 1  | 38 | 7  | +31  |  |
| 3    | Leones del Norte | 27   | 12 | 8 | 3 | 1  | 32 | 8  | +24  |  |
| 4    | Macará           | 14   | 12 | 4 | 2 | 6  | 19 | 17 | +2   |  |
| 5    | Quito            | 9    | 12 | 2 | 3 | 7  | 14 | 36 | −22  |  |
| 6    | El Nacional      | 8    | 12 | 3 | 2 | 7  | 13 | 26 | −13  |  |
| 7    | Deportivo Cuenca | 0    | 12 | 0 | 0 | 12 | 7  | 64 | −57  |  |

 Fuente: FEF
Criterios de clasificación: 1) Puntos; 2) Diferencia de goles; 3) Goles marcados; 4) Goles de visitante; 5) Fair Play; 6) Sorteo Público
Notas:
1. ↑  El Nacional, en todos sus equipos, fue sancionado con 3 puntos menos, por deudas

|  | Clasificados a la Segunda etapa. |

Grupo B
| Pos. | Equipo                  | Pts. | PJ | G  | E | P  | GF | GC | Dif. |  |
| ---- | ----------------------- | ---- | -- | -- | - | -- | -- | -- | ---- |  |
| 1    | Independiente del Valle | 36   | 12 | 12 | 0 | 0  | 49 | 7  | +42  |  |
| 2    | Ñañas                   | 23   | 12 | 7  | 2 | 3  | 31 | 14 | +17  |  |
| 3    | Universidad Católica    | 22   | 12 | 7  | 1 | 4  | 31 | 13 | +18  |  |
| 4    | Espuce                  | 20   | 12 | 6  | 2 | 4  | 20 | 15 | +5   |  |
| 5    | Deportivo Ibarra        | 14   | 12 | 4  | 2 | 6  | 21 | 21 | 0    |  |
| 6    | Ñusta                   | 7    | 12 | 2  | 1 | 9  | 13 | 39 | −26  |  |
| 7    | Toreros                 | 0    | 12 | 0  | 0 | 12 | 8  | 64 | −56  |  |

 Fuente: FEF
Criterios de clasificación: 1) Puntos; 2) Diferencia de goles; 3) Goles marcados; 4) Goles de visitante; 5) Fair Play; 6) Sorteo Público
|  | Clasificados a la Segunda etapa. |

#### Segunda etapa
Grupo A
| Pos. | Equipo               | Pts. | PJ | G | E | P | GF | GC | Dif. |  |     | ÑAÑ | LDU | MAC | CAT |
| ---- | -------------------- | ---- | -- | - | - | - | -- | -- | ---- |  | --- | --- | --- | --- | --- |
| 1    | Ñañas                | 10   | 6  | 3 | 1 | 2 | 8  | 9  | −1   |  |     | —   | 2–1 | 0–1 | 0–3 |
| 2    | Liga de Quito        | 9    | 6  | 3 | 0 | 3 | 14 | 7  | +7   |  | 1–2 | —   | 6–0 | 3–1 |     |
| 3    | Macará               | 8    | 6  | 2 | 2 | 2 | 6  | 12 | −6   |  |     | 3–3 | 1–0 | —   | 1–3 |
| 4    | Universidad Católica | 7    | 6  | 2 | 1 | 3 | 8  | 8  | 0    |  | 0–1 | 1–3 | 0–0 | —   |     |

 Fuente: FEF
|  | Clasificados a la Semifinal. |

Grupo B
| Pos. | Equipo           | Pts. | PJ | G | E | P | GF | GC | Dif. |  |     | IDV | BSC | LEO | ESP |
| ---- | ---------------- | ---- | -- | - | - | - | -- | -- | ---- |  | --- | --- | --- | --- | --- |
| 1    | Dragonas IDV     | 14   | 6  | 4 | 2 | 0 | 13 | 5  | +8   |  |     | —   | 1–1 | 3–1 | 1–0 |
| 2    | Barcelona        | 11   | 6  | 3 | 2 | 1 | 13 | 4  | +9   |  | 1–1 | —   | 3–1 | 6–0 |     |
| 3    | Leones del Norte | 9    | 6  | 3 | 0 | 3 | 8  | 10 | −2   |  |     | 1–3 | 1–0 | —   | 3–1 |
| 4    | Espuce           | 0    | 6  | 0 | 0 | 6 | 2  | 17 | −15  |  | 1–4 | 0–2 | 0–1 | —   |     |

 Fuente: FEF
|  | Clasificados a la Semifinal. |

#### Fase final
Cuadro
|  | Semifinales                                        | Semifinales                                        | Semifinales                                        | Semifinales                                        | Semifinales                                        |   |           | Final                                            | Final                                            | Final                                            | Final                                            | Final                                            |  |
|  | 1 de septiembre (ida) 7 y 8 de septiembre (vuelta) | 1 de septiembre (ida) 7 y 8 de septiembre (vuelta) | 1 de septiembre (ida) 7 y 8 de septiembre (vuelta) | 1 de septiembre (ida) 7 y 8 de septiembre (vuelta) | 1 de septiembre (ida) 7 y 8 de septiembre (vuelta) |   |           | 14 de septiembre (ida) 21 de septiembre (vuelta) | 14 de septiembre (ida) 21 de septiembre (vuelta) | 14 de septiembre (ida) 21 de septiembre (vuelta) | 14 de septiembre (ida) 21 de septiembre (vuelta) | 14 de septiembre (ida) 21 de septiembre (vuelta) |  |
|  |                                                    |                                                    |                                                    |                                                    |                                                    |   |           |                                                  |                                                  |                                                  |                                                  |                                                  |  |
|  |                                                    |                                                    |                                                    |                                                    |                                                    |   |           |                                                  |                                                  |                                                  |                                                  |                                                  |  |
|  | 1                                                  | Ñañas                                              | 0                                                  | 1                                                  | 1                                                  |   |           |                                                  |                                                  |                                                  |                                                  |                                                  |  |
|  | 1                                                  | Ñañas                                              | 0                                                  | 1                                                  | 1                                                  |   |           |                                                  |                                                  |                                                  |                                                  |                                                  |  |
|  | 4                                                  | Barcelona                                          | 0                                                  | 2                                                  | 2                                                  |   |           |                                                  |                                                  |                                                  |                                                  |                                                  |  |
|  | 4                                                  | Barcelona                                          | 0                                                  | 2                                                  | 2                                                  |   | Barcelona | Barcelona                                        | 0                                                | 0                                                | 0                                                |                                                  |  |
|  |                                                    |                                                    |                                                    |                                                    |                                                    |   | Barcelona | Barcelona                                        | 0                                                | 0                                                | 0                                                |                                                  |  |
|  |                                                    |                                                    | Dragonas IDV                                       | Dragonas IDV                                       | 1                                                  | 4 | 5         |                                                  |                                                  |                                                  |                                                  |                                                  |  |
|  | 3                                                  | Liga de Quito                                      | Dragonas IDV                                       | Dragonas IDV                                       | 1                                                  | 4 | 5         | 1                                                | 0                                                | 1                                                |                                                  |                                                  |  |
|  | 3                                                  | Liga de Quito                                      |                                                    |                                                    |                                                    |   |           | 1                                                | 0                                                | 1                                                |                                                  |                                                  |  |
|  | 2                                                  | Dragonas IDV                                       | 1                                                  | 7                                                  | 8                                                  |   |           |                                                  |                                                  |                                                  |                                                  |                                                  |  |
|  | 2                                                  | Dragonas IDV                                       | 1                                                  | 7                                                  | 8                                                  |   |           |                                                  |                                                  |                                                  |                                                  |                                                  |  |
|  |                                                    |                                                    |                                                    |                                                    |                                                    |   |           |                                                  |                                                  |                                                  |                                                  |                                                  |  |

|                                          |
| Bandera de Pichincha                     |
| Campeón invicto Dragonas IDV 1.er título |

### Ascenso de Fútbol Femenino Profesional de Ecuador
El cuadro final lo disputaron los 16 equipos clasificados de las Asociaciones Provinciales, se emparejaron desde la ronda de octavos de final. La conformación de las llaves se realizó por parte del Departamento de Competiciones de la FEF el 23 de octubre de 2024.
Plantilla:Copa
|                            |
|                            |
| Campeón Emelec 1.er título |

### Serie A Femenina Amateur de Ecuador
#invoke:Copa
|                                   |
| Bandera de Los Ríos               |
| Campeón Bejucal Sport 1.er título |